# Ариран (фестиваль)
Фестиваль «Арира́н» (кор. 아리랑 축제; полное название — Премии Ким Ир Сена большой гимнастический и художественный фестиваль «Ариран», кор. «김일성상»계관작품 대집단체조와 예술공연 «아리랑») — массовое музыкально-гимнастическое представление, проводимое в КНДР, включённое в 2007 году в Книгу рекордов Гиннесса как одно из самых грандиозных шоу в мире.

## Название фестиваля
Название Арира́н (кор. 아리랑) происходит от названия одноимённой корейской народной песни, повествующей о разлучённой паре. В контексте фестиваля, Ариран символизирует собой разделённую Корею.
Следует иметь ввиду, что в интернете, преимущественно в его англоязычном сегменте, любые массовые спортивно-художественные представления (МСХП) КНДР в большинстве случаев ошибочно именуют «Arirang Mass Games», что не соответствует действительности: все МСХП КНДР имели свои собственные наименования, в то время как «Ариран» - название МСХП, проходивших с 2002 по 2013 годы.
Реже, термин «Arirang Mass Games» и его  производные используются как обозначение типа МСХП, проводимых конкретно в КНДР.

## История

### Предыстория

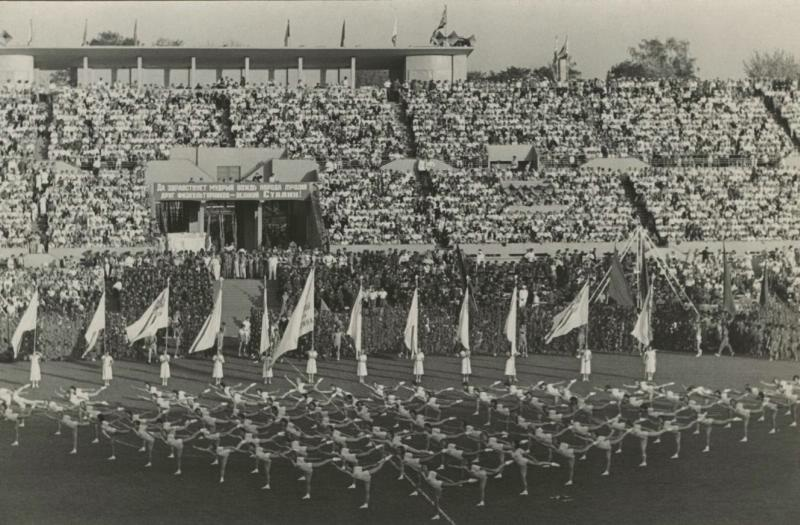
Парад физкультурников, СССР, 1935 г.

История проведения массовых гимнастических мероприятий в КНДР, известных также как массовые игры, начинается после окончания Корейской войны.
Начиная с 1960-х годов, с момента перестройки стадиона им. Ким Ир Сена (тогда называвшийся стадион Моранбон), в КНДР начали практиковать массовые гимнастические мероприятия, наподобие Всесоюзных парадов физкультурников в СССР,  мероприятий «Знамя мира» в Болгарии, «Слёт» в Югославии и «Фестиваль гимнастики и спорта ГДР» в ГДР, однако от всех них массовые гимнастические мероприятия КНДР отличаются своим огромным масштабом, обилием музыкальных произведений и использованием самой большой фоновой группы.
Всемирно известным первым прототипом подобных мероприятий является XIII Всемирный фестиваль молодёжи и студентов в 1989 году — тогда впервые был задействован только что построенный стадион Первого мая (в предыдущие годы площадкой мероприятия  был только Стадион имени Ким Ир Сена), и на нём же впервые была сооружена временная трибуна для фоновой группы. На стадионе им. Первого мая был развёрнут художественный фон размерностью 294х62 (18228 человек).

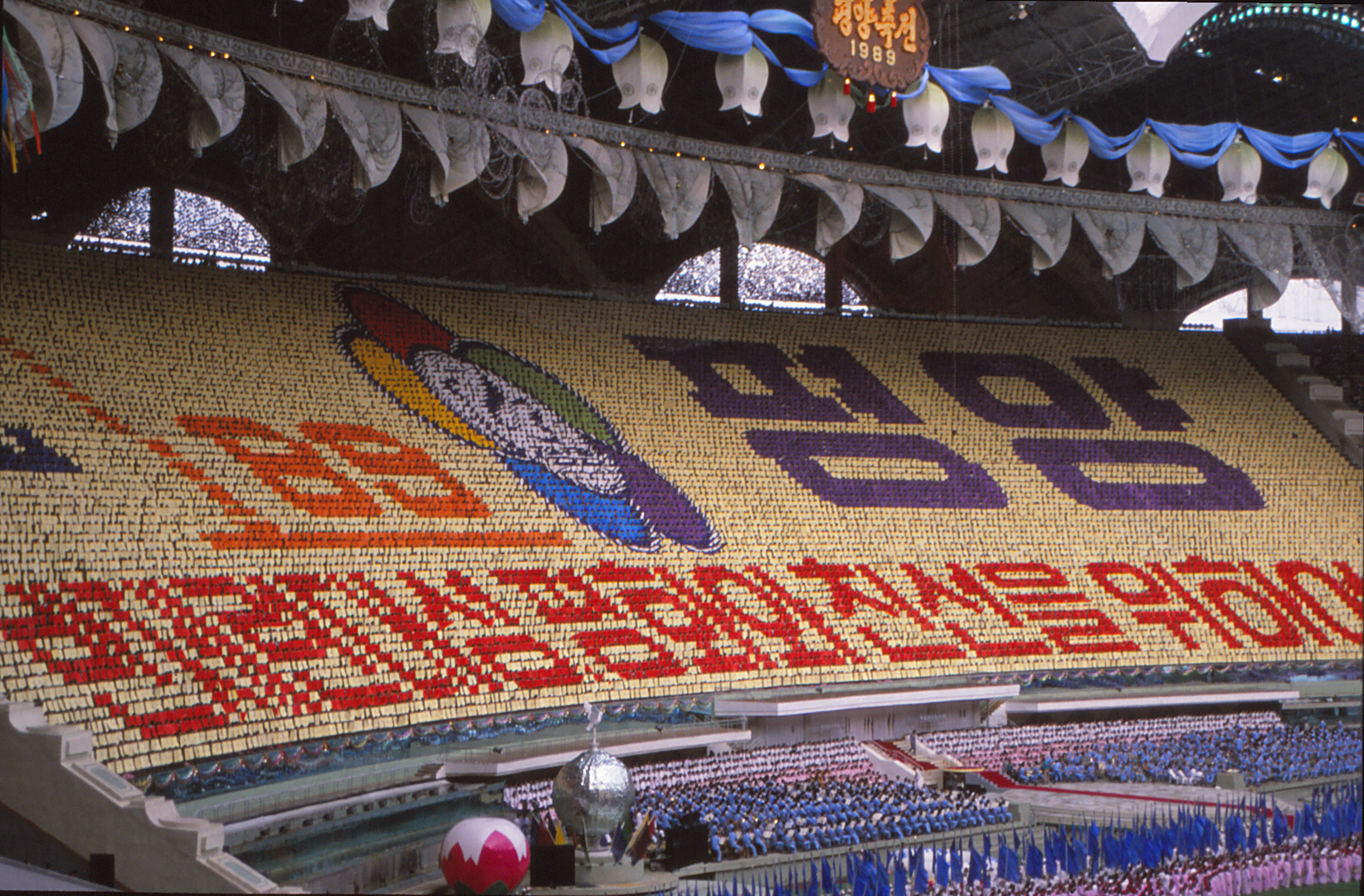
Церемония открытия фестиваля
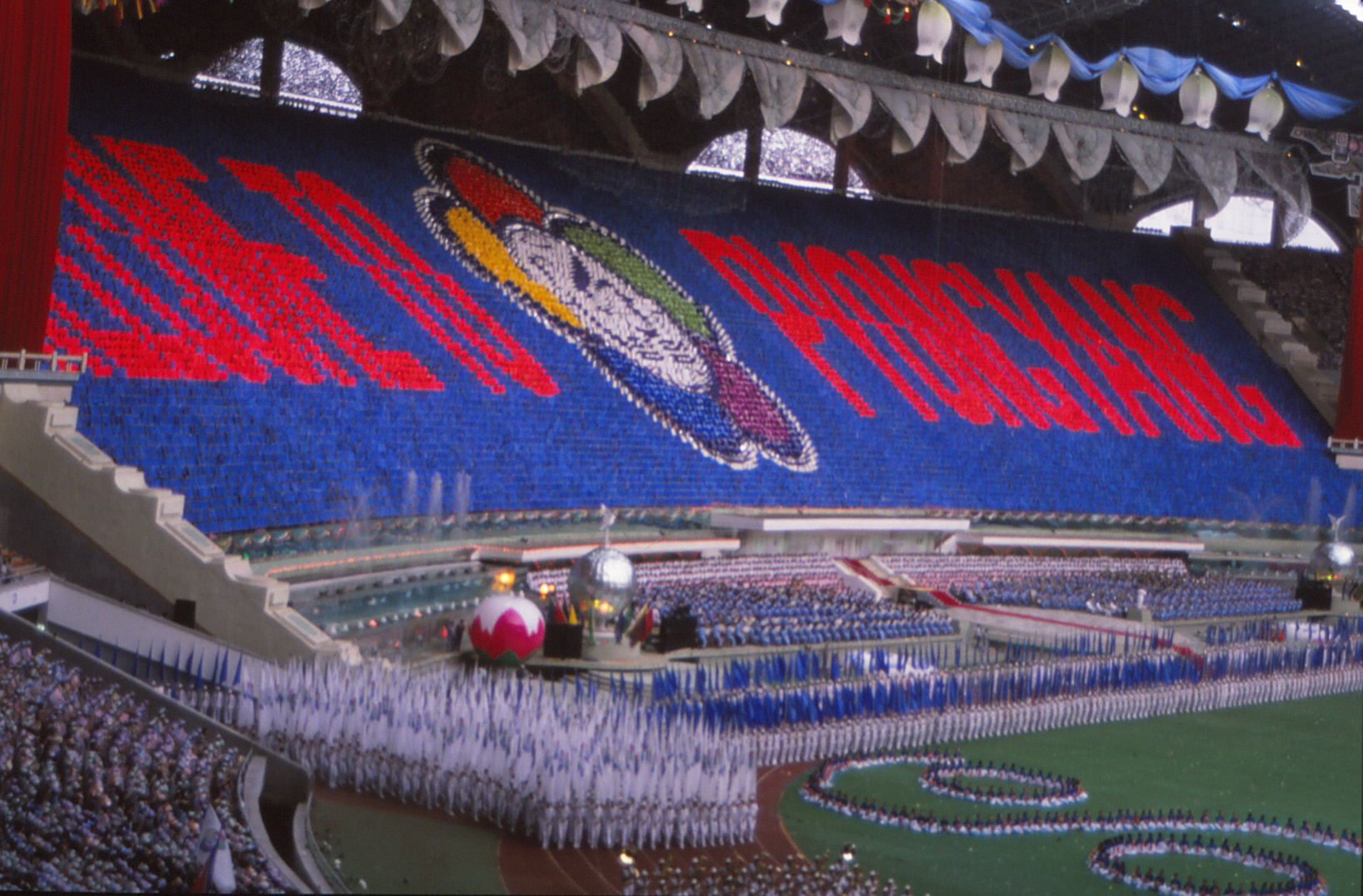
Церемония открытия фестиваля
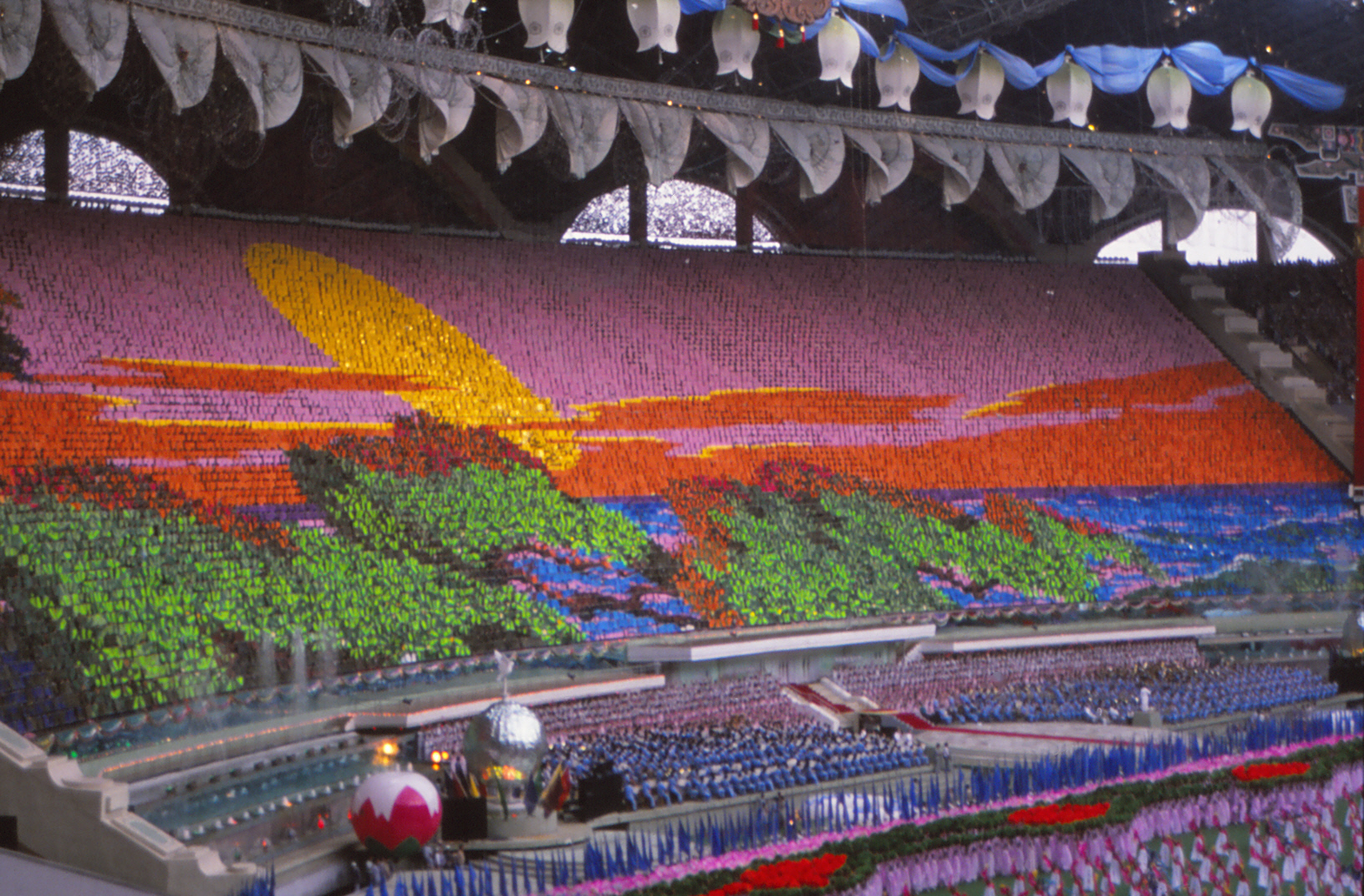
Церемония открытия фестиваля
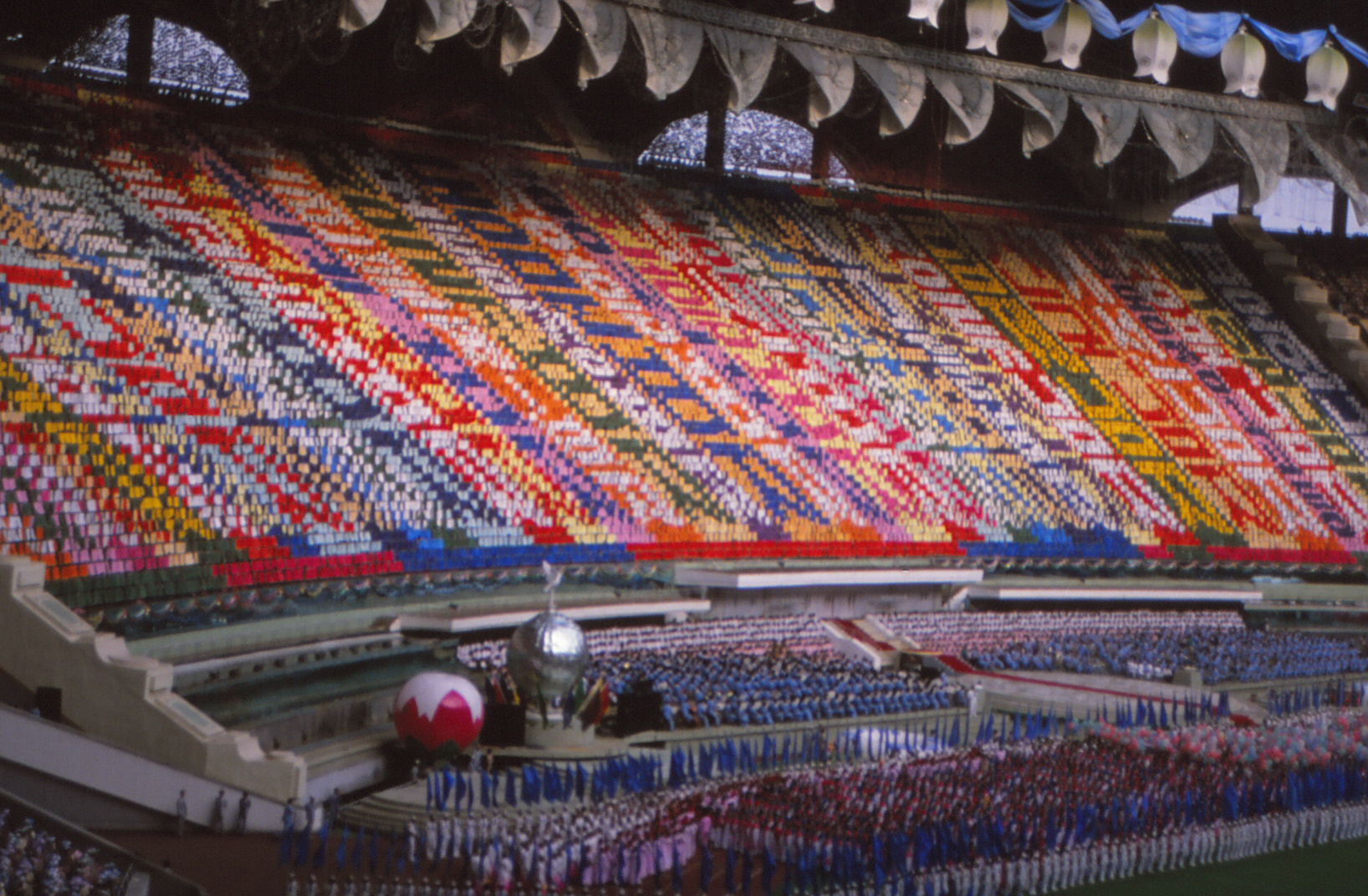
Церемония открытия фестиваля
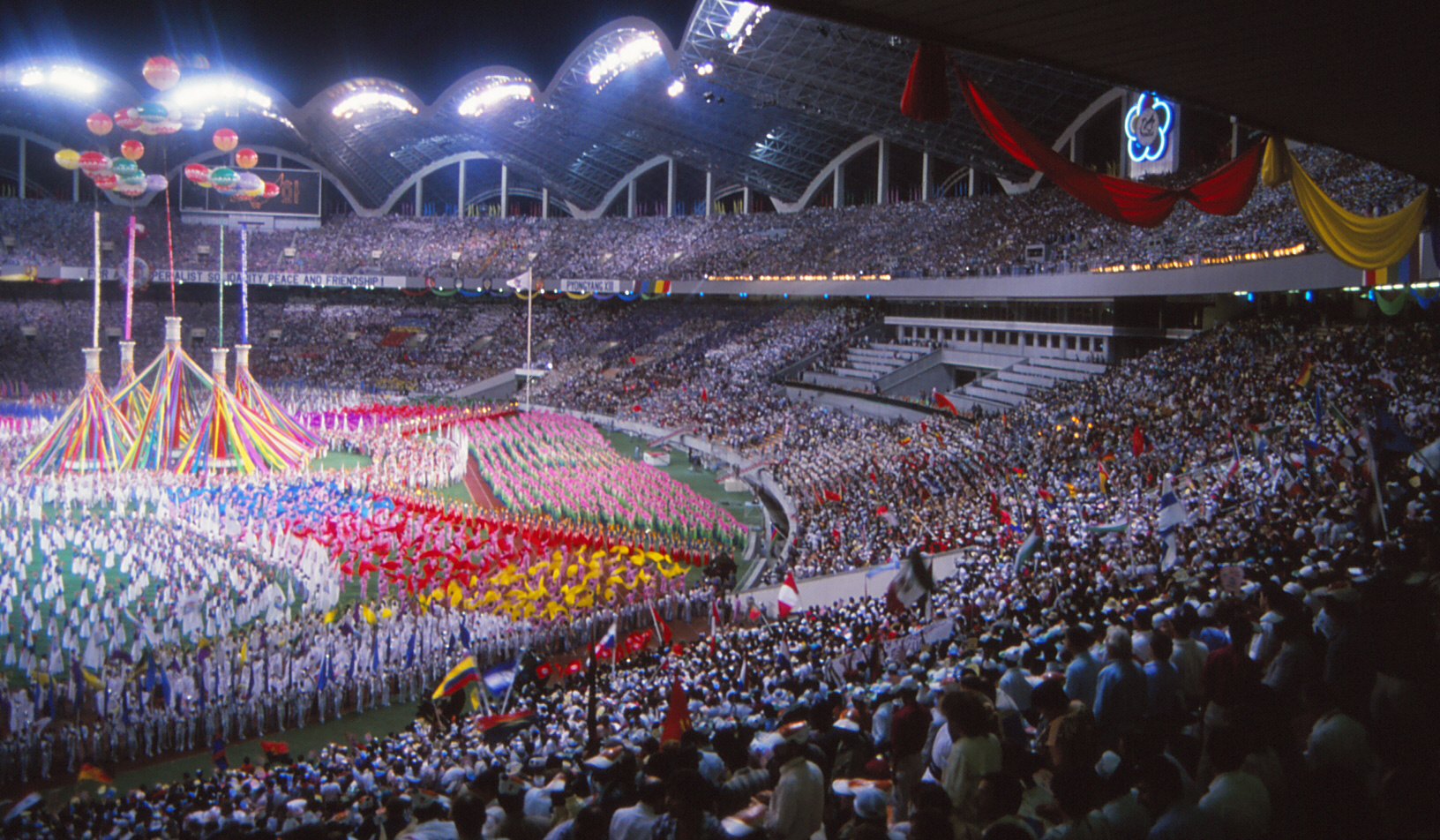
Церемония открытия фестиваля
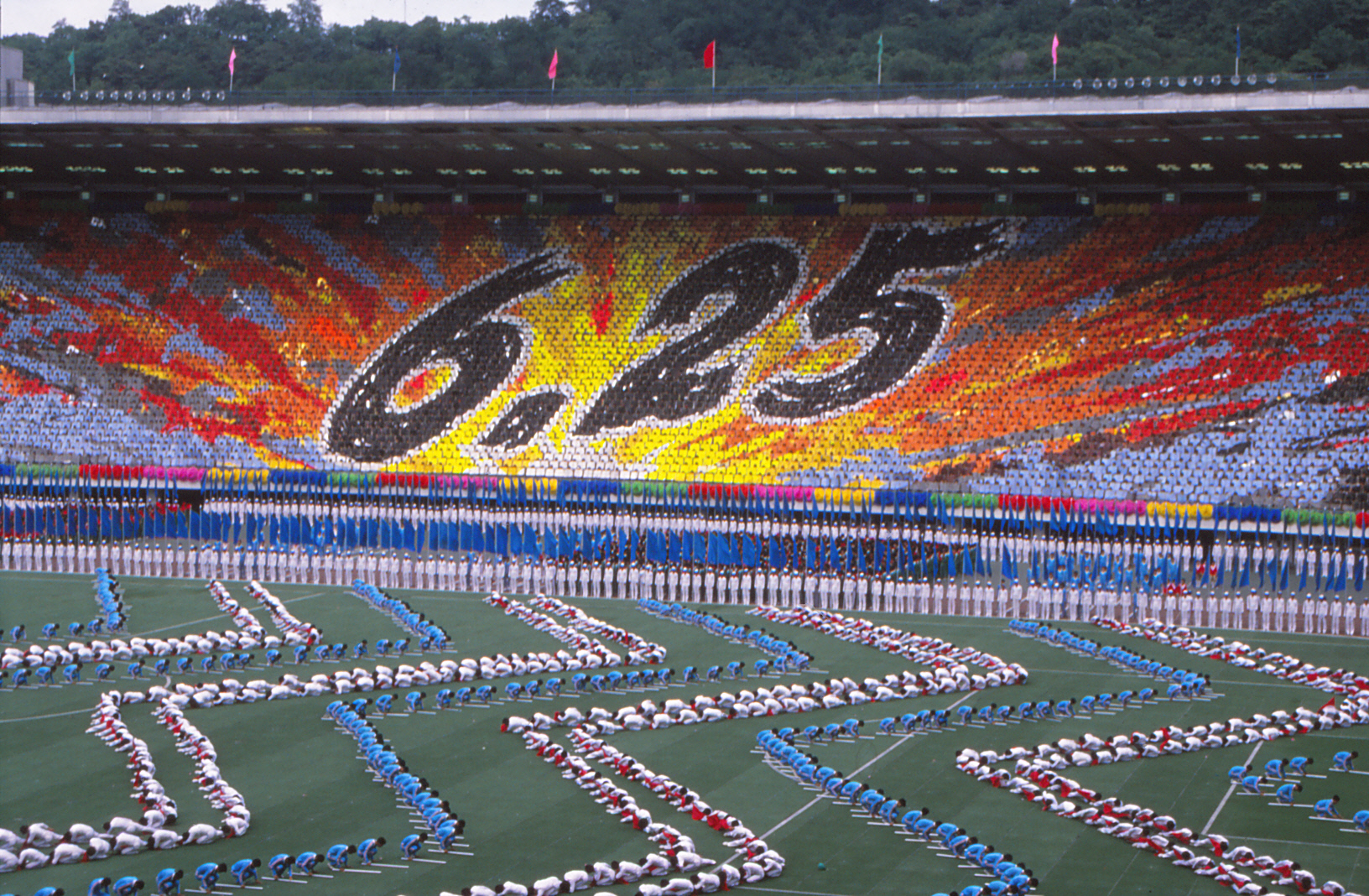
Церемония открытия фестиваля (Стадион им. Ким Ир Сена)
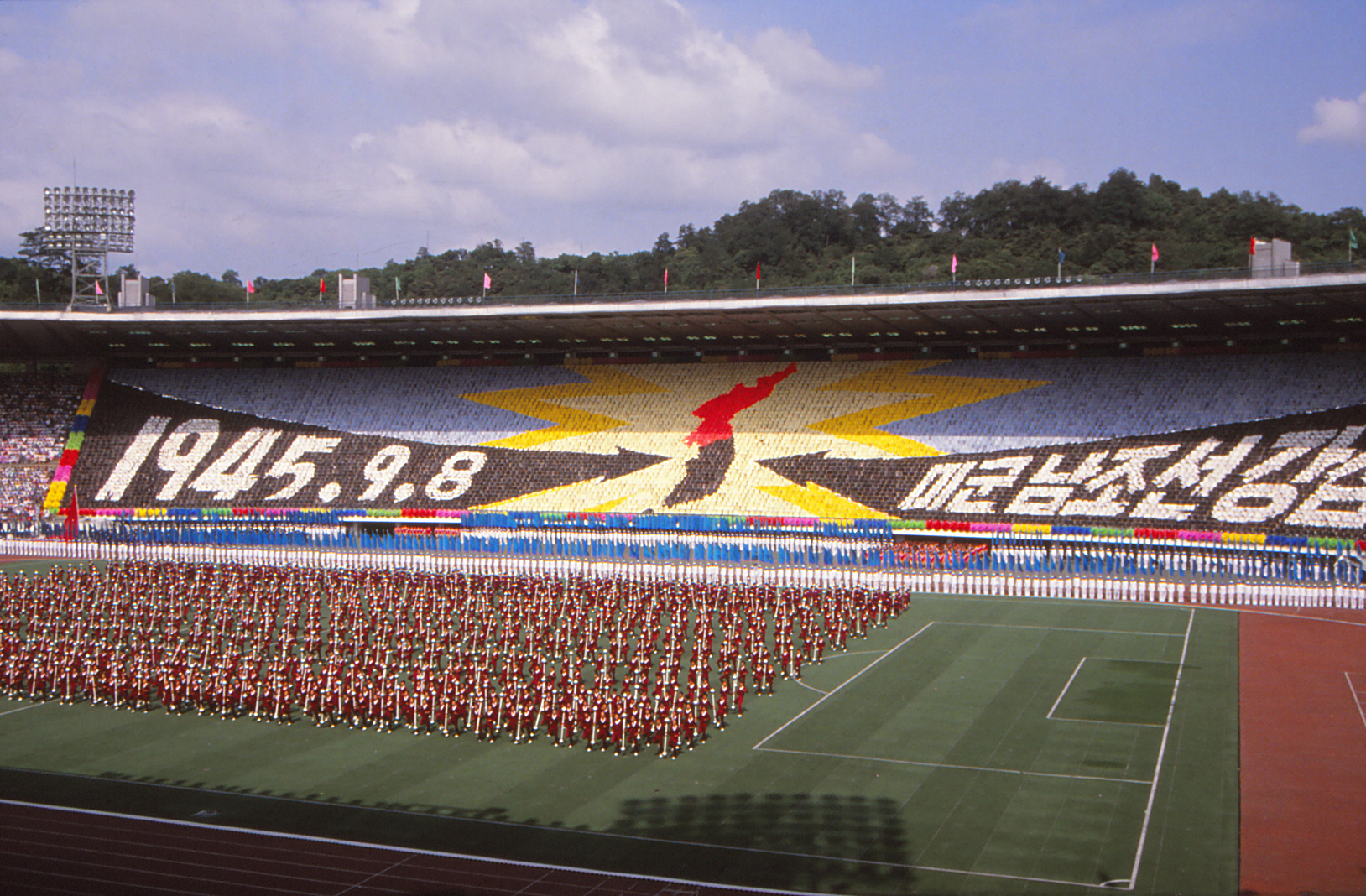
Церемония открытия фестиваля (Стадион им. Ким Ир Сена)

В 1992 году в стране состоялись праздничные мероприятия в честь 80-летия Ким Ир Сена, в том числе 15 апреля состоялось массовое художественно-гимнастическое мероприятие «Наша страна с вождём» (кор. 수령님 모신 내 나라) в честь Юбилея.
Последнее мероприятие, которое состоялось при жизни Ким Ир Сена, было в июле 1993 года в честь 40-летия Победы в Великой Отечественной Освободительной войне под названием «Мы победили» (кор. 우리는 승리하였다) .
15 апреля 1995 г. на стадионе им. Ким Ир Сена состоялось мероприятие «Великий вождь народа» в честь 83-летия Ким Ир Сена. Из известных мероприятий, это было последним, которое использовало «рисованный» художественный фон (каждый альбом-книжка, в отличие от дальнейших лет, не были разбиты на «пиксели»), притом для создания художественного фона во время фестиваля использовались как альбомы-книжки, так и бумажные веера.
С 28 по 29 апреля 1995 г. на арене стадиона им. 1 Мая состоялось PPV-шоу по рестлингу «Collision in Korea» (официальное наименование — Пхеньянский Международный спортивно-культурный фестиваль за мир), в котором был задействован художественный фон, разнесённый, как и в 1993 году, на две части. Изображение художественного фона составлялось исключительно из бумажных вееров.
В 1998 году состоялось мероприятие в честь 50-летия провозглашения Корейской Народно-Демократической Республики «Славная Корея Ким Ир Сена» (кор. 영광빛나는 김일성조선) — это было последним массовым мероприятием подобного типа, которое прошло на Стадионе имени Ким Ир Сена, и в тоже время первым известным мероприятием, которое использовало в качестве художественного фона матрицу из пикселей.
Предшествующим фестивалю «Ариран» было мероприятие «Всепобеждающая Трудовая Партия Кореи» (кор. 백전백승 조선로동당), прошедшее 10 октября 2000 года в честь 55-летия Трудовой партии Кореи. По своей форме, мероприятие 2000 года являлось «прототипом» для последующих фестивалей — многие сцены из того мероприятия были либо непосредственно использованы в последующие годы, либо были видоизменены, как пример, дефиле женского оркестра послужило прототипом для сцены «Наше оружие» на фестивалях с 2002 по 2011 годы. Мероприятие, также как и в 1993 году, прошло на стадионе имени Первого мая, однако имелись существенные отличия. Помимо различных тематик мероприятий и сцен внутри самого мероприятия, было различным исполнение фонирующей группы — трибуны стадиона разнесены на 2 этажа с выносом верхней трибуны над нижней, поэтому в 1993 году приходилось разделять фоновое изображение на две части. В 2000 году, также как и в 1989 году, решено было возвести временную конструкцию, чтобы создать одну общую трибуну под большим углом к поверхности стадиона. Практика возведения временной общей трибуны на стадионе прижилась и её возводят ежегодно для различных мероприятий.
4 сентября 2001 года мероприятие «Всепобеждающая Трудовая Партия Кореи» вновь состоялось, в тот год - по случаю визита в КНДР Генерального секретаря ЦК КПК Цзян Цзэминя.
Мероприятие «Всепобеждающая Трудовая Партия Кореи» послужило основным действующим местом северокорейского фильма «На зелёном ковре» (2001 год), в котором, помимо линии драмы персонажей, показываются примеры репетиций и подготовок участников гимнастических, танцевальных номеров и фоновой группы, а также организационного штаба мероприятия.

### Хронология фестиваля

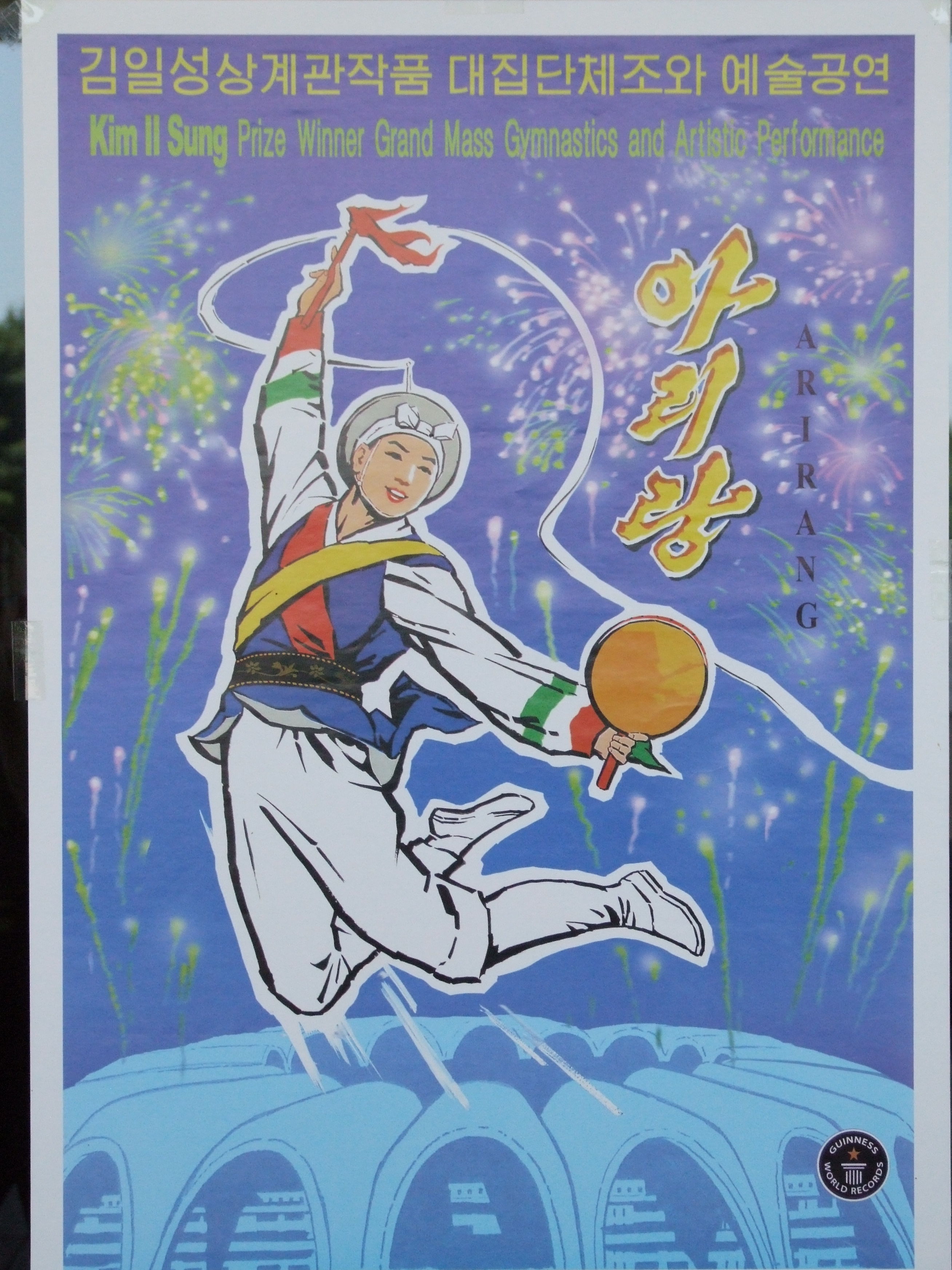
Плакат фестиваля «Ариран» (точный год неизвестен — плакат мог быть создан с 2008 по 2013 годы)

Фестиваль, известный большинству людей под названием «Ариран», проводился с 2002 по 2013 годы с перерывом в 2006 году. Определённую значимость приобрёл фестиваль 2007 года — в тот год проходил межкорейский саммит на территории КНДР. В страну впервые приехал президент Южной Кореи Но Му Хён. В рамках саммита, Но Му Хён, совместно с Ким Чен Иром, посетил фестиваль. В этом же году, фестиваль «Ариран» был внесён в Книгу рекордов Гиннеса как самое массовое шоу в истории.
Фестивали в разные годы приурочивались к различным памятным годовщинам:
- 2002 год — 90-летие Ким Ир Сена[16]
- 2003 год — 55-летие провозглашения Корейской Народно-Демократической Республики (предположительно, поскольку проведение самого мероприятия не подтверждено)
- 2004 год — тематика неизвестна (проведение мероприятия не подтверждено)
- 2005 год — 60-летие освобождения Кореи от японской оккупации (также, в этом году проводилось похожее мероприятие, посвящённое 60-летию Трудовой Партии Кореи)[17][18]
- 2007 год — 95-летие Ким Ир Сена, 75-летие Корейской народной армии[19]
- 2008 год — 60-летие провозглашения Корейской Народно-Демократической Республики[20]
- 2009 год — тематика неизвестна
- 2010 год — 65-летие освобождения Кореи от японской оккупации (также, в этом году проводилось похожее мероприятие, посвящённое 65-летию Трудовой Партии Кореи).
- 2011 год — тематика неизвестна
- 2012 год — 100-летие Ким Ир Сена (первый фестиваль, прошедший после смерти Ким Чен Ира[англ.])[21]
- 2013 год — 65-летие провозглашения Корейской Народно-Демократической Республики[22].

Помимо мероприятий в Пхеньяне, 12 апреля 2012 г., в Саривоне состоялось мероприятие «Провинция Хванхэ-Пукто, в которой осуществляются желания Руководителя» (кор. 수령님 념원 꽃피는 황해북도).

### Отмена представлений
В 2014 году представление не состоялось, так как Стадион Первого мая был закрыт на реконструкцию. Согласно сообщению китайской турфирмы «Young Pioneer Tours», организующей поездки в КНДР, корейская сторона отменила проведение шоу в 2015 году. Возможно, отмена произошла из-за карантина в связи с распространением вируса Эбола.

### Возобновление представлений
Фестиваль возобновился в 2018 году, однако под другим названием — «Славная Родина» (кор. 빛나는 조국). Мероприятие отметилось тем, что на нём присутствовали помимо лидера КНДР Ким Чен Ына также президент Южной Кореи Мун Чжэ Ин.
В 2019 году состоялся фестиваль под названием «Страна народа» (кор. 인민의 나라). Первые выступления прошли 3 июля, однако мероприятие вызвало критику со стороны Ким Чен Ына, заявлявший о «неправильном творческом духе и безответственном отношении к работе» организаторов мероприятия. Компания Young Pioneer Company, которая организует туры в КНДР, сообщила в своём Twitter: «Массовые выступления по гимнастике могут быть временно приостановлены с 10-го числа. Это связано с Кимом, его недовольством вступительным выступлением». В итоге, организаторами в сжатые сроки были переделаны картины художественного фона, а также переделана гимнастика.
Своеобразным итогом работы над недочётами стало совместное посещение мероприятия Ким Чен Ыном и находившимся с визитом в КНДР главой КНР Си Цзиньпином.
11 октября 2020 года мероприятие состоялось, тематика — 75-летия Освобождения и 75-летия Трудовой Партии Кореи. Название мероприятия — «Великое руководство» (кор. 위대한 향도). Особенностью мероприятия стало его по сути закрытость — в 2020 году границы страны были закрыты из-за начавшейся пандемии Covid-19, поэтому мероприятие, как таковым, видели только жители КНДР и не успевшие выехать заграницу туристы.
Представление состояло из пролога «Бесконечный поход на гору Пэктусан», первого действия «Партия — наш путеводитель», второго действия «Только по пути социализма», третьего действия «Волнующая эпоха», четвёртого действия «Слава нации» и эпилога «У нас есть великая партия».
С 2021 по 2023 годы мероприятия не проводились, несмотря на проведение массового новогоднего концерта в декабре 2022 года, проведение в этом же месяце митинга, приуроченного к VIII съезду ТПК, митинга 25 июля 2023 года и массового новогоднего концерта 31 декабря 2023 года.
19 июня 2024 г., в честь визита В. Путина в КНДР, в Пхеньянском дворце спорта состоялся концерт, элементом которого стал художественный фон размерностью 25х80 (количество участников — 1700). Впервые за более чем 29 лет (с 1995 г.), в КНДР развернули художественный фон, выполненный не мозаикой (пикселями) — альбомы-книжки участников содержали в себе непикселизированные фрагменты панно.
По сообщениям китайской турфирмы «Young Pioneer Tours», в 2024 году организаторами фестиваля могут быть проведены новые мероприятия.

## Мировой рекорд
Представление в августе 2007 года вошло в Книгу рекордов Гиннесса как самое массовое шоу в истории, в котором приняли участие 100090 человек.

## Описание
На игровом поле стадиона разыгрываются эпические картины, прославляющие идею Чучхе, борьбу народа и армии за создание «могучей и процветающей державы» и объединение Кореи. В выступлении участвуют почти 100 тысяч человек — лауреаты известных международных и корейских конкурсов, студенты и школьники.
Своеобразной визитной карточкой представления является «живой экран» (кор. 배경대) (в советской практике использовался термин «Художественный фон») на трибуне, который складывается из тысяч разноцветных альбомов-книжек (кор. 배경책), что держат в своих руках участники шоу и перелистывают их по команде (каждый разворот книжки образует экран размером 3х4 пикселя). В создании художественного фона участвуют 16008 человек (в некоторые годы — до 16472), образуя изображения размером 207х928 пикселей (в случае большего числа участников — 213х928), что соответствует полю людей размерностью 69х232 (71х232).
Многие иностранные туристы специально прибывают в КНДР лишь ради этого представления. Фестиваль является частью массовых мероприятий, проводимых ежегодно с августа по октябрь начиная с 2002 года.
Само мероприятие состоит из 6 частей — пролога, 4 актов основного действия и финала.
Все акты по своему содержанию практически не отличаются от фестиваля к фестивалю, тем не менее — есть разница в количестве сцен и их «наполнении». В частности, приведена программа фестиваля за 2005 год:
Пролог: исполняется приветственный танец под аккомпанемент песни ансамбля «Почхонбо» «Рада видеть вас» (кор. 반갑습니다) под раскаты фейерверков. В случае, если на мероприятии присутствовал Ким Чен Ир, вместо песни включались фанфары приветствия лидера страны «Песня счастья» (кор. 따뜻한 환영의 음악), а вместо танца все участвующие в мероприятии артисты приветствовали лидера.
После затухания света, на импровизированный экран проецируются изображения сюжета песни «Ариран» (кор. 아리랑) под сольное пение самого произведения. Проекция гаснет, появляется фоновое изображение восхода Солнца — из-за гор восходит Солнце, его «лучи» начинают переливаться (переливающиеся лучи делаются артистками, одетых в блестяще-жёлтые одежды и держащих блестящие веера). Труппа выстраивается в несколько фигур, после чего выстраиваются в солнечные лучи, исходящие от взошедшего солнца, после чего на фоне вспыхивает название фестиваля — «아리랑», а также надпись «김일성상»계관작품 대집단체조와 예술공연» — Премии Ким Ир Сена большой гимнастический и художественный фестиваль.
| № акта                                                                   | Сцена                                                             | Основная используемая музыка                                                                                   | Слоганы на «живом экране» | Примечание |
| ------------------------------------------------------------------------ | ----------------------------------------------------------------- | --- | --- | --- |
| Пролог                                                                   | Деления на сцены нет                                              | «Рада видеть вас» (кор. 반갑습니다) «Песня счастья» (кор. 따뜻한 환영의 음악) «Ариран» (кор. 아리랑)           | «Да здравствует 60-летие освобождения Отечества!»(кор. 조국해방 60 돐 만세!) «Я выражаю величайшее почтение отцу-лидеру, который является благодетелем освобождения страны.»(кор. 조국해방의 은인이신 어버이 수령님께 최대의 경의를 드립니다) «Эта река и гора наполнены тоской по лидеру»(кор. 수령님 그리움으로 사무치는이 강산) « »(кор. 장군님은 수령님과 함께오셨습니다) «Да здравствует великий патриот генерал Ким Чен Ир!»(кор. 절세의 애국자 김정일장군 만세!)                                    | |
| Первый акт«Нация Ариран» (кор. 아리랑 민족):                             | Сцена №1 «Переправа через реку Туманган» (кор. 두만강을 넘어)     | «Река Туманган в слезах» (кор. 눈물 젖은 두만강)                                                               | — | |
| Первый акт«Нация Ариран» (кор. 아리랑 민족):                             | Сцена №2 «Звезда Кореи» (кор. 조선의 별)                          | «Звезда Кореи» (кор. 조선의 별)                                                                                | «Первый шаг товарищества на горе Пэктусан»(кор. 동지애의 첫걸음 백두산에서) « »(кор. 너는 갸혁 나는 성주) «Товарищи по крови, товарищи по убеждению»(кор. 벌혈의동지 신념의동지) «Товарищество - основа нашей партии»(кор. 동지애는 우리 당의 기초) «Сегодня десять миллионов сердец - одно»(кор. 대오늘 천만 심장은 하나) | |
| Первый акт«Нация Ариран» (кор. 아리랑 민족):                             | Сцена №3 «Моя родина» (кор. 내 조국)                              | «Ностальгия» (кор. 사향가) «Славная Родина» (кор. 빛나는 조국)                                                 | «На полпути к Триумфальной арке»(кор. 반정대로부티 개선문까지는 피어린 장장수만리) | |
| Первый акт«Нация Ариран» (кор. 아리랑 민족):                             | Сцена №4 «Наше оружие» (кор. 우리의 총대)                         | «Да здравствует великий полководец Ким Ир Сен» (кор. 김일성대원수 만만세) «Приветственная песня» (кор. 영접곡) | «Поддержка»(кор. 志遠) «Метель»(кор. 눈보라 만리) «Прорваться через море огня»(кор. 볼바다 만리를 헤치시여) «Истоки нашего Генерала»(кор. 우리 총대의 뿌리) «Великий полководец, победивший два империализма в одном поколении»(кор. 한세대에 두제국주의를 타승하신 대원수) «Пожалуйста, продолжайте армию»(кор. 장군대를 이어주시여) | |
| Второй акт«Ариран политики, ориентированной на армию» (кор. 선군 아리랑) | Сцена №1 «О, сияющая луна моей страны» (кор. 내 조국의 밝은 달아) | «О, сияющая луна моей страны» (кор. 내 조국의 밝은 달아).                                                      | «Защищайте народ Ариран политикой сонгуна»(кор. 선군으로 아리랑 민족을 지키시여) «Везде, где есть воины»(кор. 전사들이 있는곳이라면 그 어디에나) | |
| Второй акт«Ариран политики, ориентированной на армию» (кор. 선군 아리랑) | Сцена №2 «Смейтесь от души» (кор. 활짝 웃어라)                    | «Генерал и дети» (кор. 장군님과 아이들)                                                                        | «Ярко улыбаться»(кор. 밝게웃 어라) «Расцветать во всей красе»(кор. 활짝 피어라) «Спасибо лидер отец»(кор. 아버지 장군님 고맙습니다) | |
| Второй акт«Ариран политики, ориентированной на армию» (кор. 선군 아리랑) | Сцена №3 «Начало мира» (кор. 천지개벽)                            | Требуется идентификация                                                                                        | «Новая мечта моей страны, проснувшейся от 10000-летнего сна»(кор. 바만년의 잠을 깬 내나라의 새망) «ГЭС везде»(кор. 도처에 수력발전소) (надпись на плотине ГЭС — «Уверенность в себе»(кор. 자력갱생)) «Озеро Гэчхон-Тэсо»(кор. 개천-태성호) «Расширившееся соляное поле»(кор. 희한하게 펼쳐진 소금밭) «Когда вы видите лидера, насколько вы счастливы?»(кор. 수령님 보시면얼마나 기삐하시랴) | |
| Второй акт«Ариран политики, ориентированной на армию» (кор. 선군 아리랑) | Сцена №4 «Моя процветающая страна» (кор. 흥하는 내 나라)          | «Моя процветающая страна» (кор. 흥하는 내 나라)                                                                | «Давайте поменяемся травой и мясом»(кор. 풀과 고기를 바꾸자) «Двойное земледелие»(кор. 도처에 수력발전소) «Бобовое хозяйство»(кор. 콩농사) «Cеменная революция»(кор. 종자혁명) | |
| Второй акт«Ариран политики, ориентированной на армию» (кор. 선군 아리랑) | Сцена №5 «Выше и быстрее» (кор. 더 높이 더 빨리)                  | «Выше и быстрее» (кор. 더 높이 더 빨리)                                                                        | «21 век»(кор. 21 세기) «Век информационной индустрии»(кор. 정보 산업의 시대) «На переднем крае науки и техники»(кор. 과학기술 최첨단수준으로) «Модернизация и информатизация национальной экономики»(кор. 인민경제의 현대화 정보화) «Дыхание Ланама»(кор. 라남의 숨결) «Следуя маяку Сонган»(кор. 성강의 봉화따라) «Выше и быстрее»(кор. 더높이 더빨리) «Самостоятельная и сильная нация Процветание»(кор. 자주강국 무궁번영)                                                                              | |
| Второй акт«Ариран политики, ориентированной на армию» (кор. 선군 아리랑) | Сцена №6 «Народная армия» (кор. 인민의 군대)                      | Требуется идентификация                                                                                        | «Сильная армия, защищающая лидера до смерти»(кор. 수령결사옹위의 강군) «Сильная армия веры, Сильная армия воли»(кор. 신념의 강군 의지의 강군) «Для счастья людей»(кор. 인민의 행복을 위하여) «Защита»(кор. 결사옹위) (не имеет дословного перевода — идёт речь о единстве армии и народа)(кор. 군민) «Объединить всю армию»(кор. 전군을 동지화) «Гром Чонильбона»(кор. 정일봉의 우뢰) «Армия Пэктусана»(кор. 백두산의 군대라) «В мире нет никого, кто мог бы победить нас»(кор. 우리를 당할자 세상에 없다) | |
| Третий акт «Счастье Ариран» (кор. 행복의 아리랑)                         | Сцена №1 «Водопад Улим» (кор. 울림 폭포)                          | Требуется идентификация                                                                                        | — | |
| Третий акт «Счастье Ариран» (кор. 행복의 아리랑)                         | Сцена №2 «Песня о вольном Крае» (кор. 락원의 노래)                | «Песня о вольном Крае» (кор. 락원의 노래).                                                                     | — | |
| Третий акт «Счастье Ариран» (кор. 행복의 아리랑)                         | Сцена №3 «Лишь одно желание» (кор. 오직 한마음)                   | «Лишь одно желание» (кор. 오직 한마음)                                                                         | «Единство мыслей»(кор. 일심 단결) | |
| Четвёртый акт«Ариран воссоединения» (кор. 통일 아리랑)                   | Деления на сцены внутри четвёртого акта нет                       | «Ариран» (кор. 아리랑)«Мы едины» (кор. 우리는 하나)                                                            | «Завещание лидера - воссоединить страну»(кор. 수령님의 유훈은 조국통일) «Открытие ворота к объединению руками нашего народа»(кор. 통일의 문을 우리 민족의 손으로) «Одна земля»(кор. 하나 땅도) «Одна родословная»(кор. 하나 피줄도) «Один язык»(кор. 하나 언어도) «Одни традиции»(кор. 하나 풍습도) «Эпоха объединения 15 июня»(кор. 통일시대 6.15) «Наш народ»(кор. 우리민족끼리) «Три принципа национального воссоединения »(кор. 조국통일3대공조) «Синыйджу — Пусан»(кор. 신의주 — 부산)                | Важным моментом акта является исполнение стихотворения.이 세산 이 하늘아래 오직 하나의 갈라 진딴 갈라 진 나라 갈라 진 아리랑민죽이 있다 반세기가 넘는 분단 세월에 백발이 된 어머니가 아들의 모습조차 일아 볼 길 없고 헤여 진 아들이 젖을 먹여 키워 준 어머니마저 물라 보게 된 이 비극의 땅 여로부터 화목하게 살아 온 우리 민족이 하루아침에 생떼갈이 갈라져 남남이 뒤여 가는 이 땅 세계의 량심이여 대답해 보라 외세가 가져다 준 이 비극으로하여 우리 아리랑민준이 언제까지 이렇게 갈라 저 살아야 하는가 |
| Финал«Ариран процветания» (кор. 강성부흥 아리랑)                         | Деления на сцены нет                                              | «Ариран процветания» (кор. 강성부흥 아리랑) «Песня о полководце Ким Ир Сене»                                   | « »(кор. 삼천리금수강산 아리랑) «Независимость, мир, дружба»(кор. 자주 평화 친선) « »(кор. 21 세기의 태양은 누리를밝힌다) «Вечный океан Ариран»(кор. 영원한 대양 아리랑) «Процветай вечно, Корея Ким Ир Сена»(кор. 무궁번영하라 김일성조선이여) | |

Финал «Ариран процветания» (кор. 강성부흥 아리랑): с двух сторон сцены диагональными линиями выбегают гимнастки, поочерёдно выстраиваясь в несколько фигур, после чего занимают линии, в которые вносится глобус Земли с алым выделением Корейского полуострова. К глобусу сквозь линии гимнасток пробегают флагоносцы. Общий цвет сменяется на тёмно-синий, лишь подсвечивается часть глобуса с Корейским полуостровом. Раздаётся хоровое пение второй строки припева Песни о полководце Ким Ир Сене, под который одновременно с заливом сцены ярко-оранжевым цветом флагоносцы разбегаются от глобуса в боковые стороны, при этом сцену заполняет сыплющийся сверху конфетти.
В конце выступления двумя куплетами исполняется «Песня о полководце Ким Ир Сене». В случае присутствия Ким Чен Ира исполнялась «Песня о полководце Ким Чен Ире» и «Песня счастья».

## Галерея

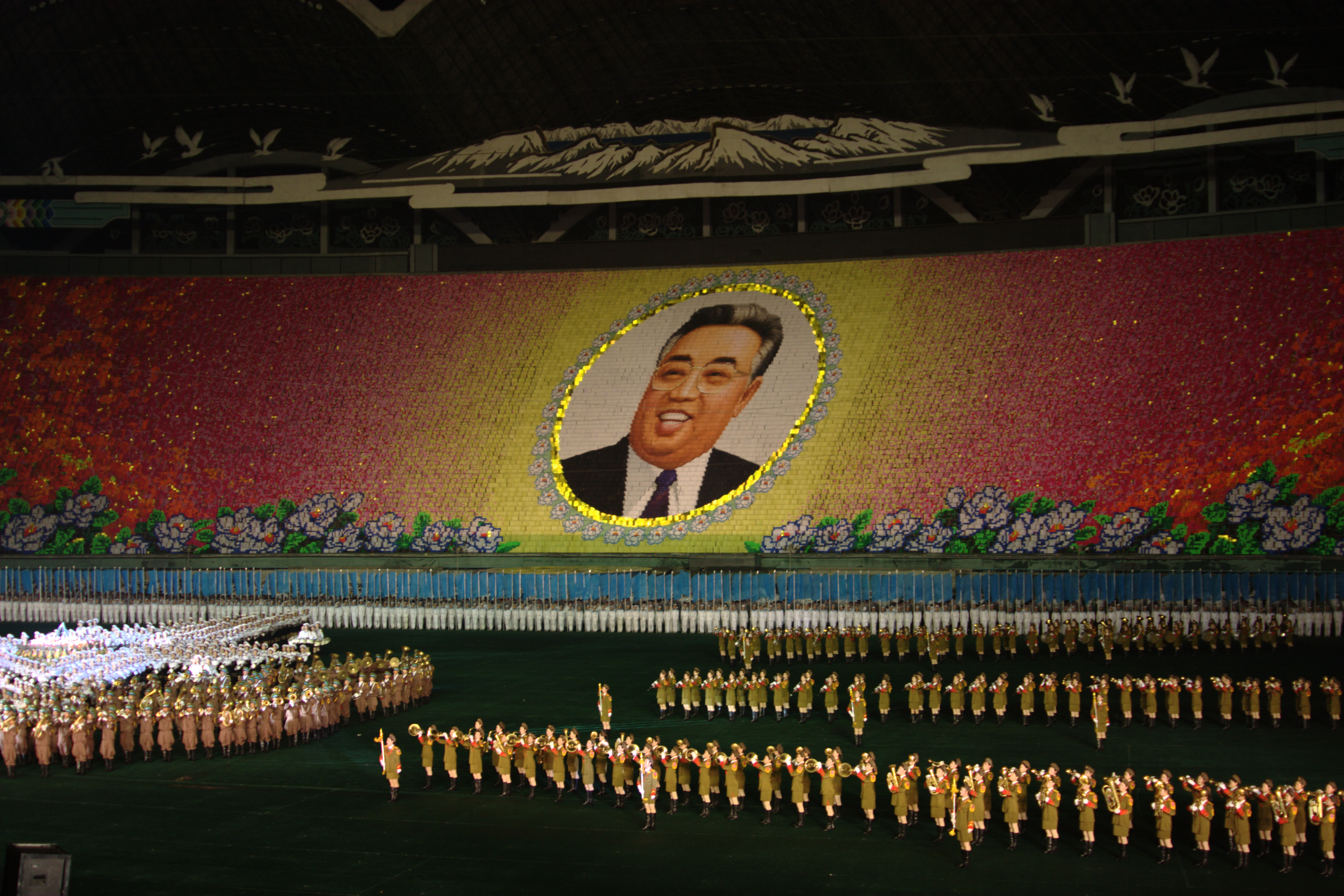
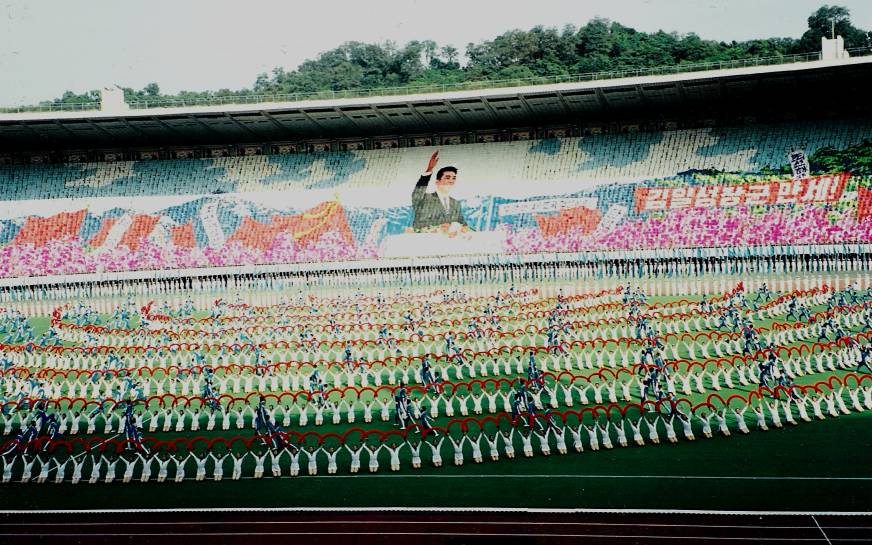
Фестиваль в 1998 году на стадионе им. Ким Ир Сена
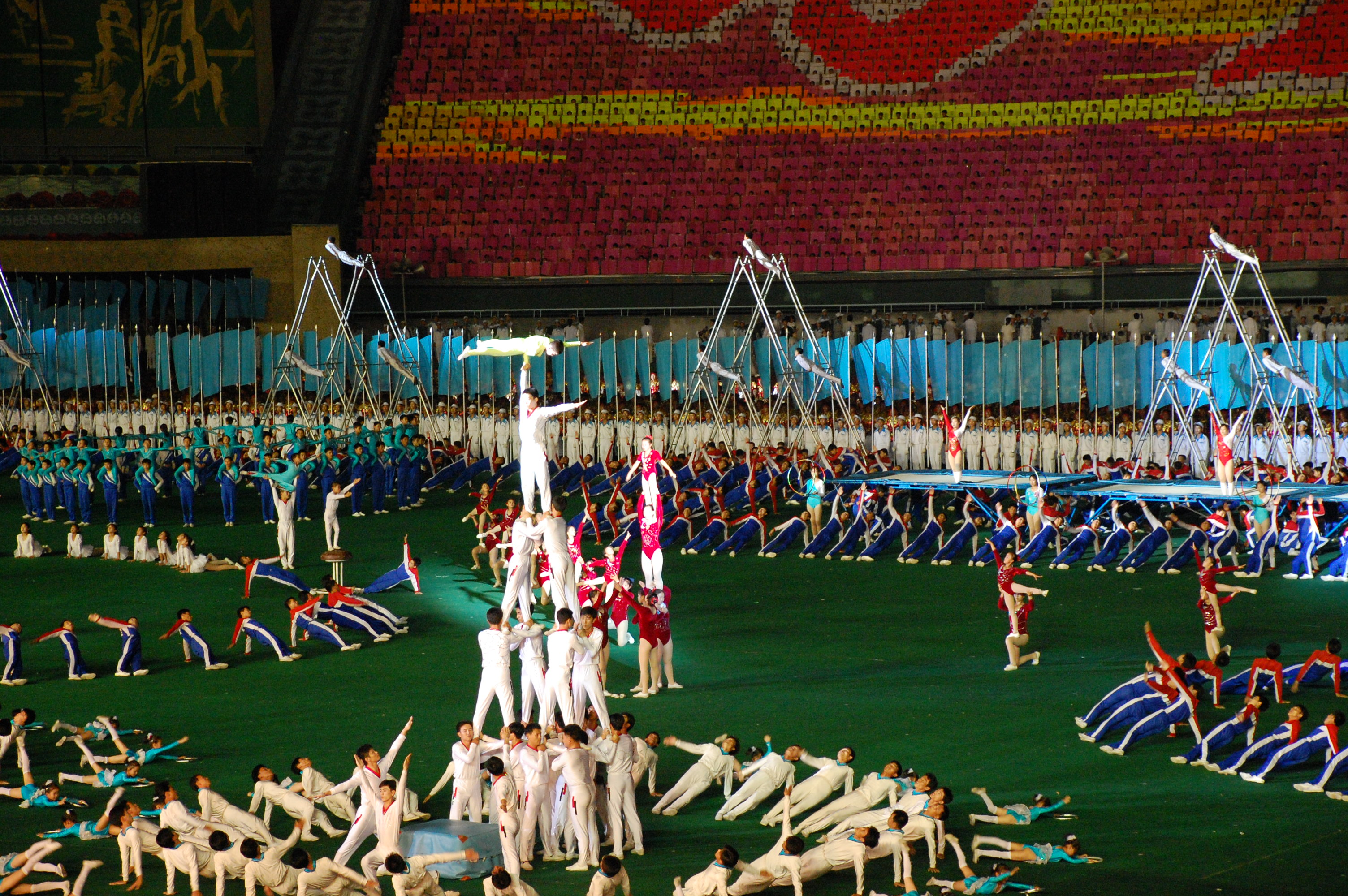
Фестиваль в 2007
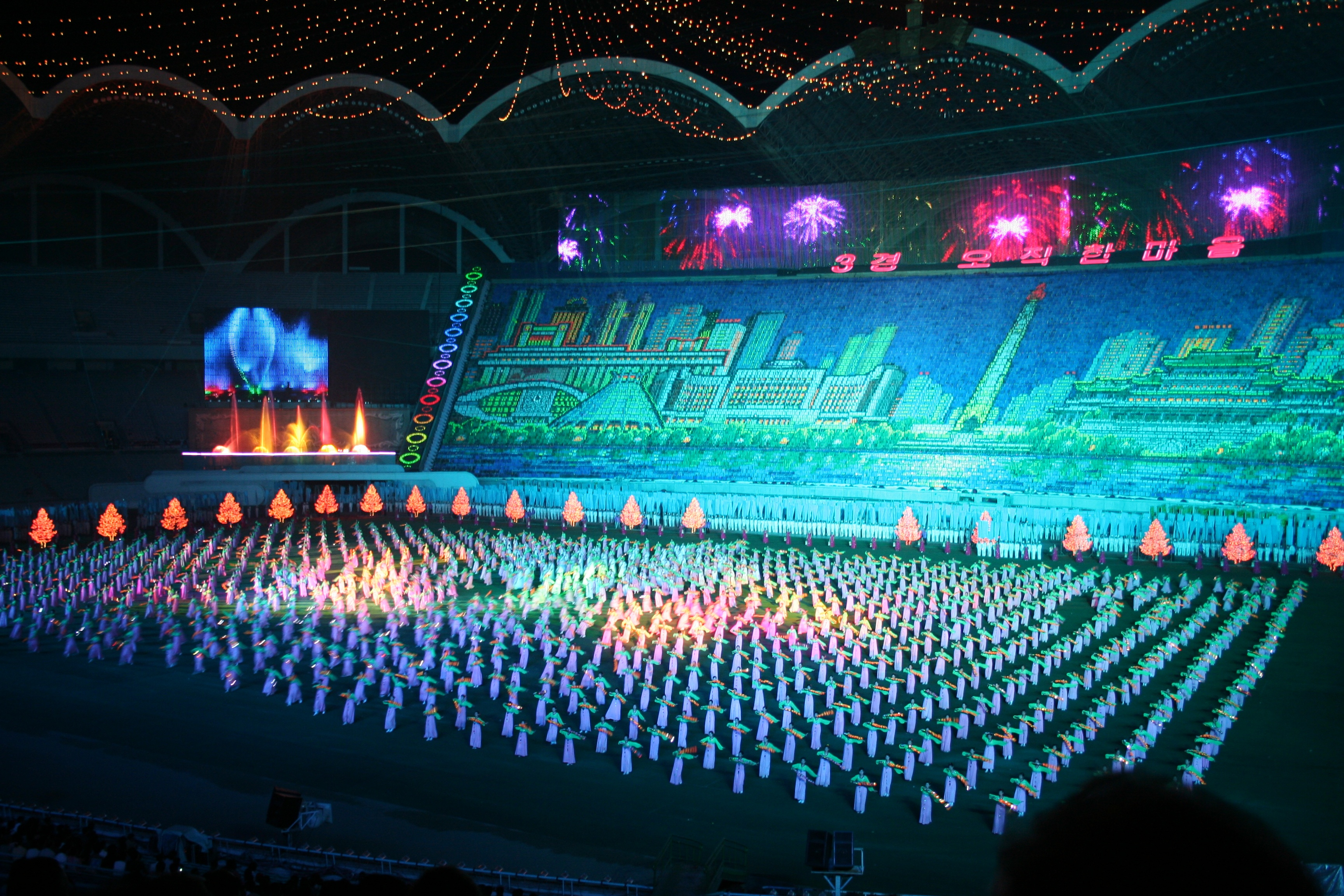
Фестиваль в 2011
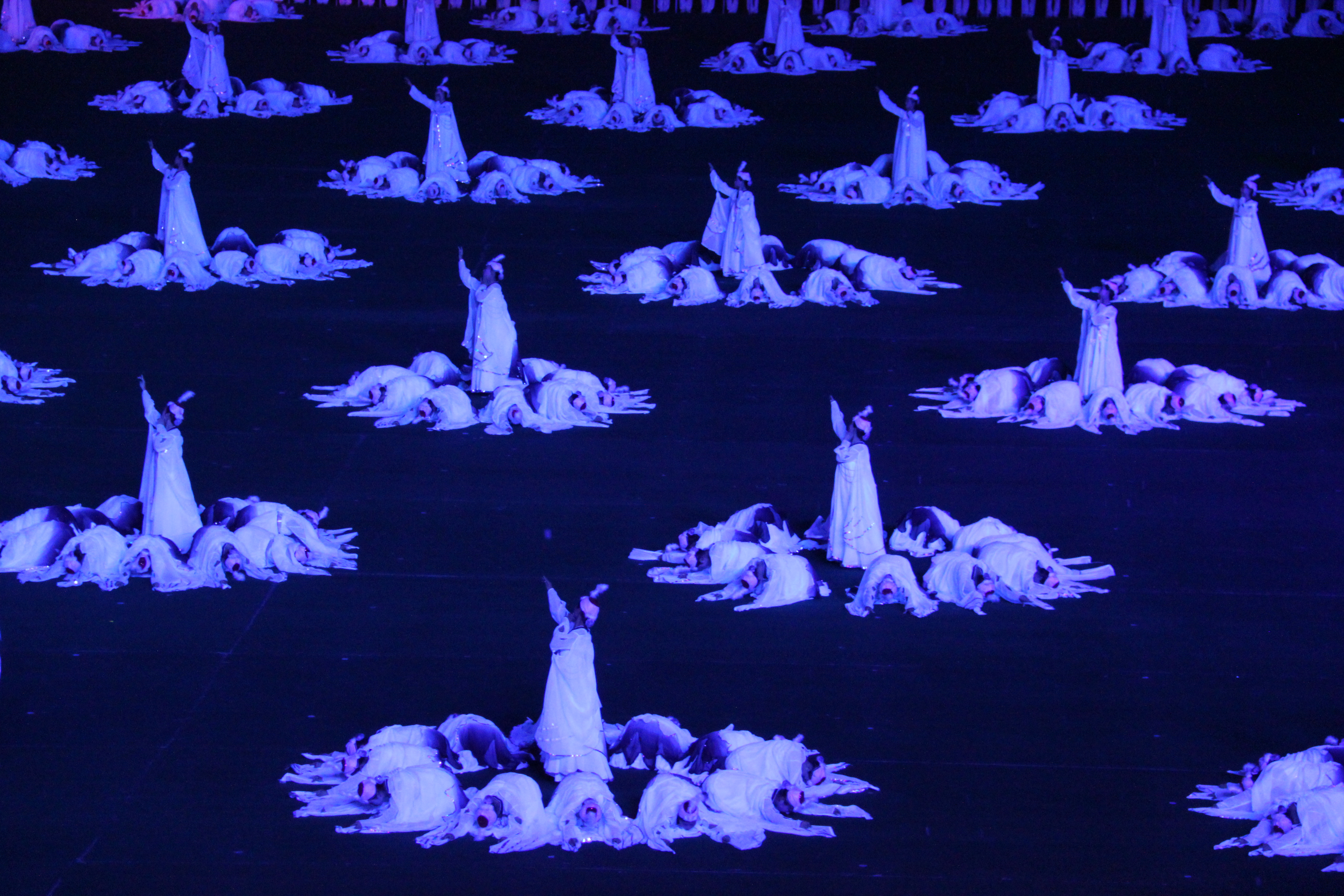
Фрагмент фестиваля в 2012
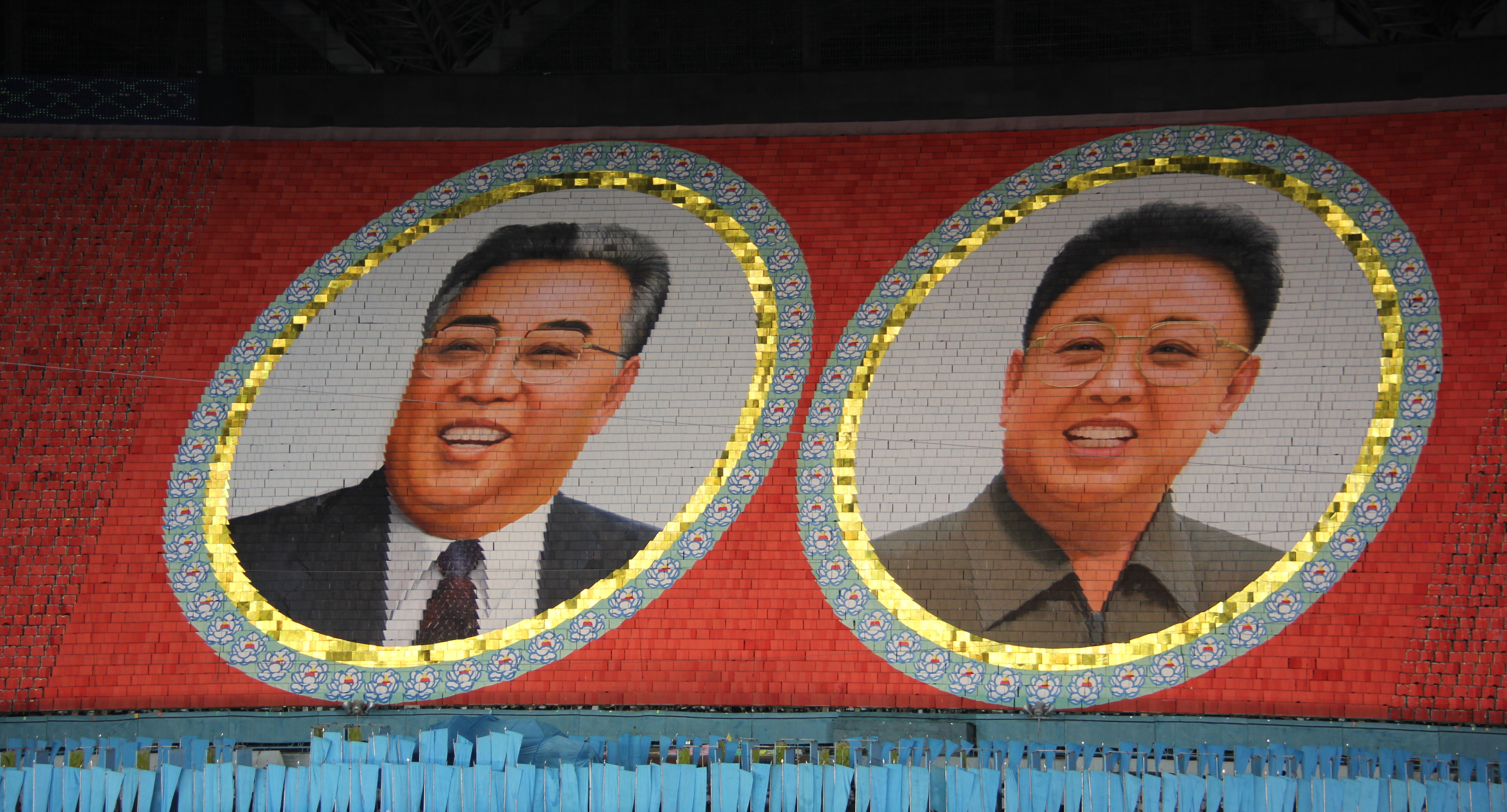
Фестиваль в 2012
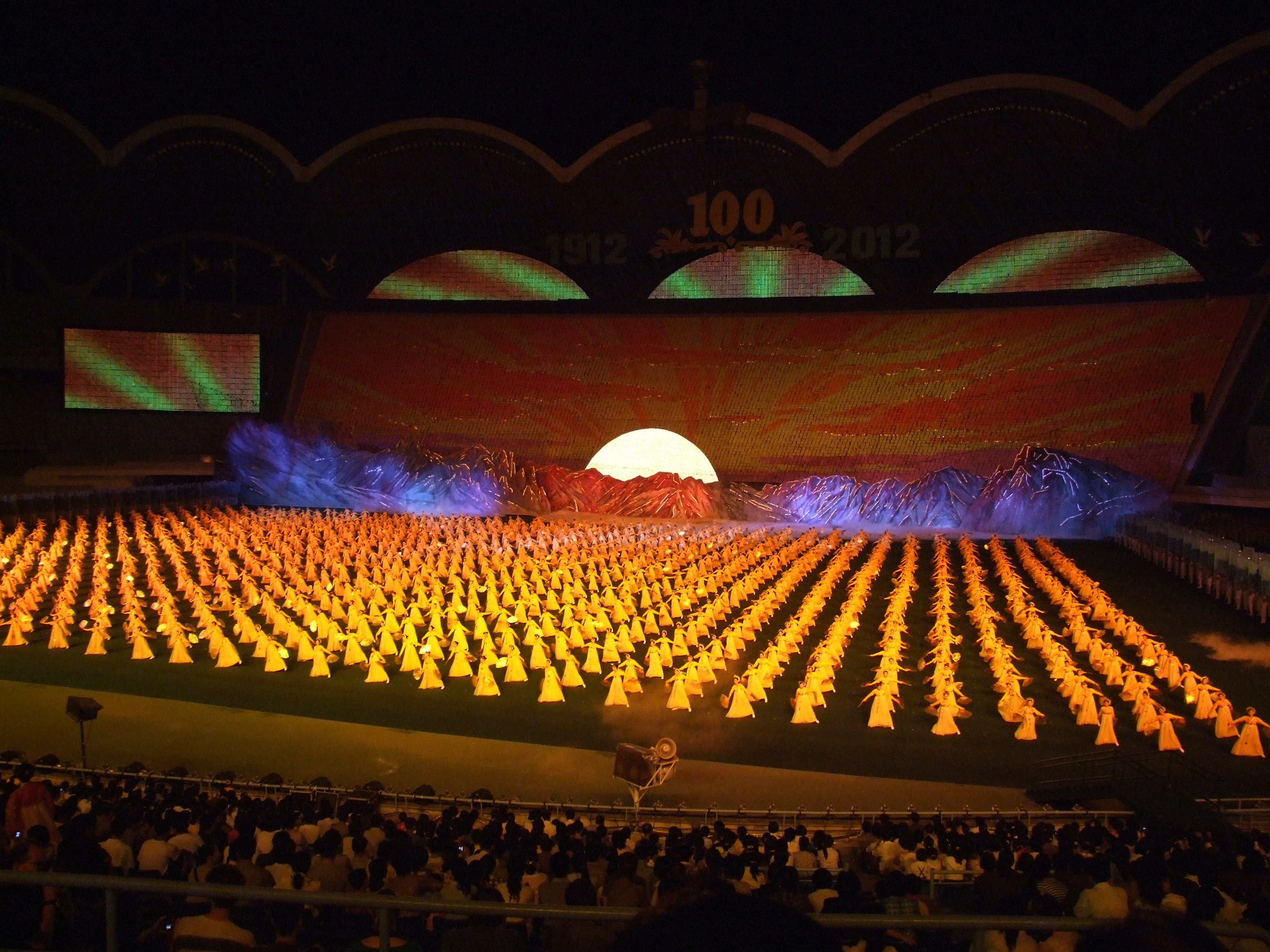
Фестиваль в 2012
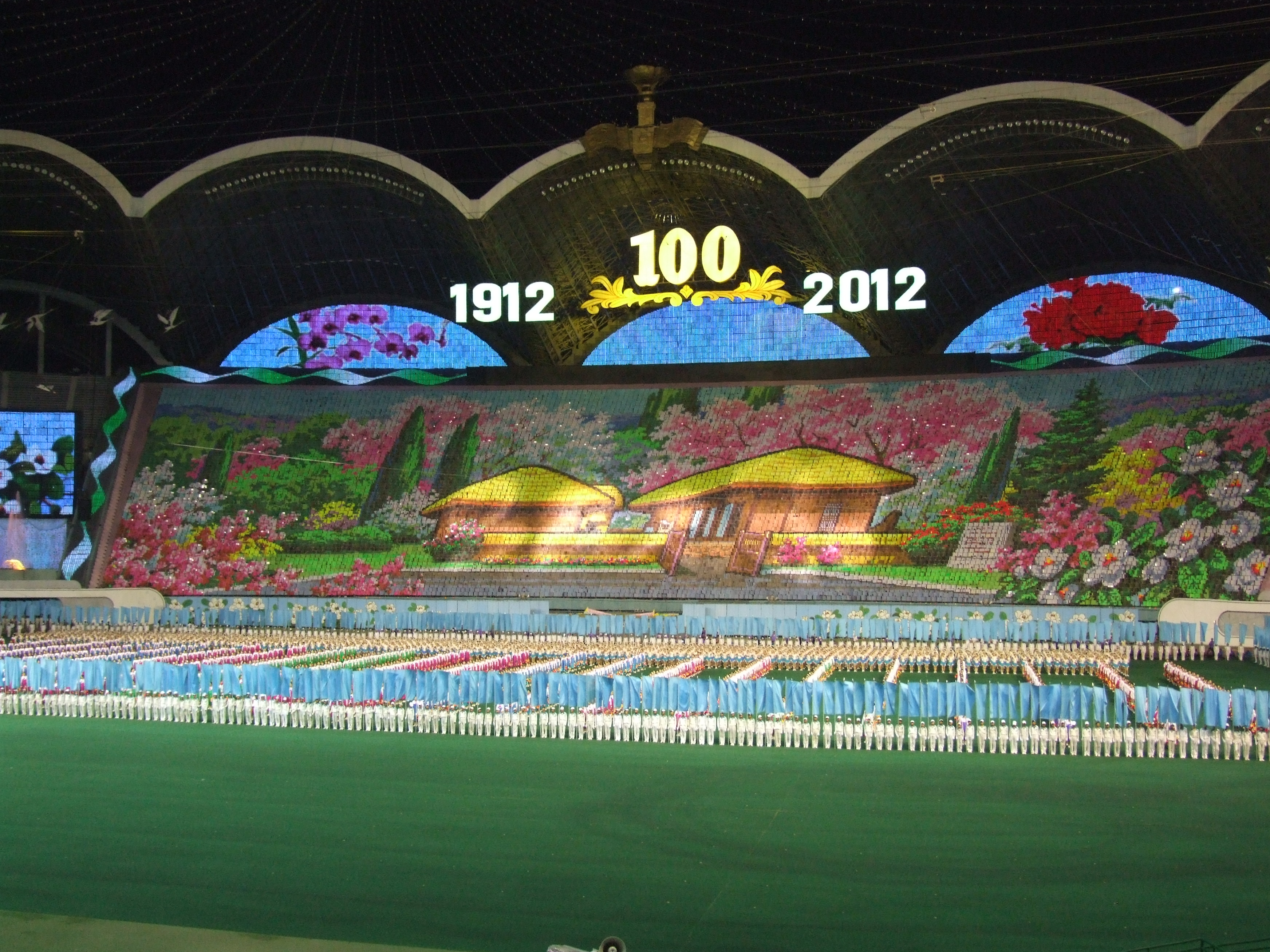
Фестиваль в 2012
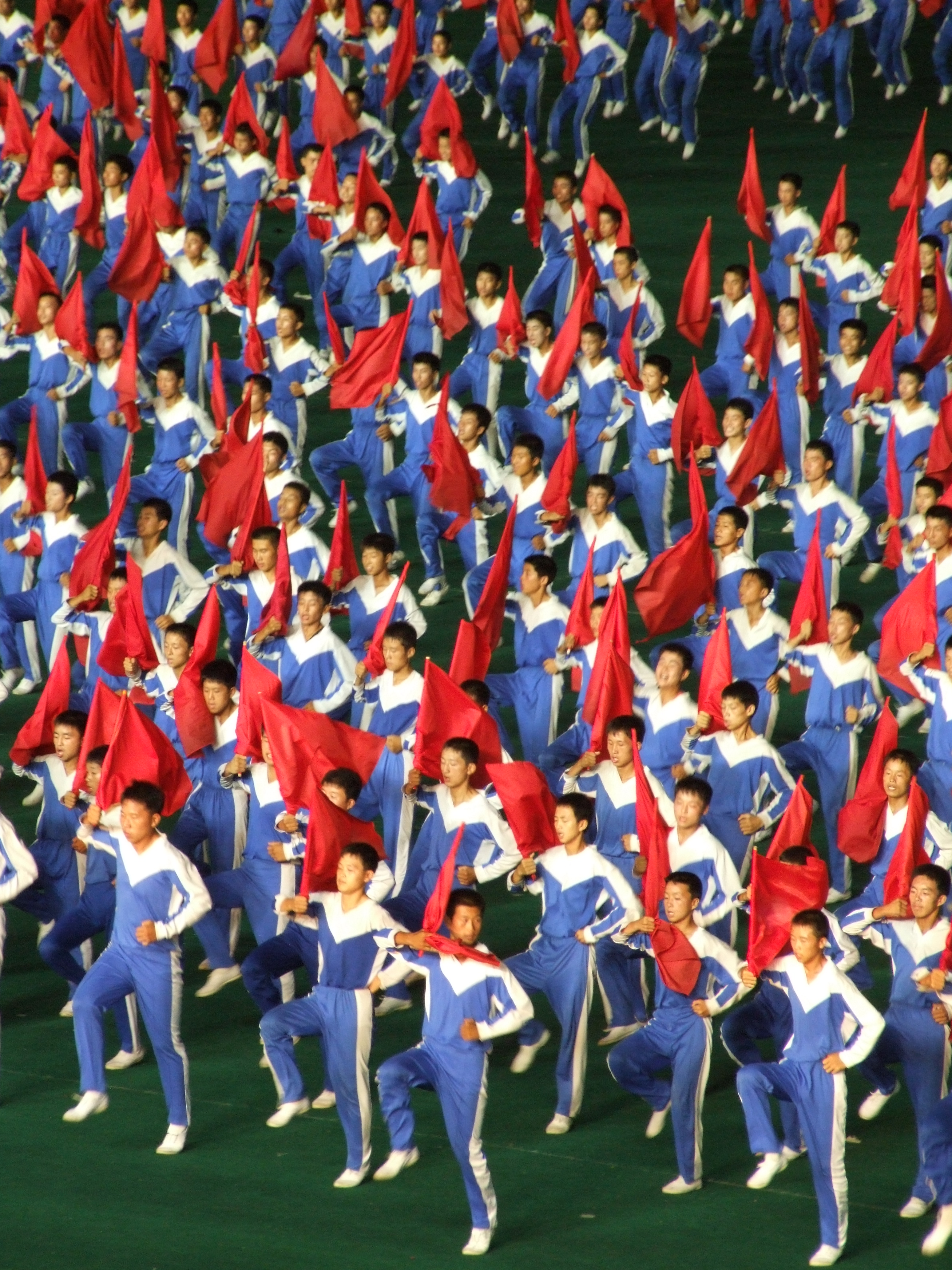
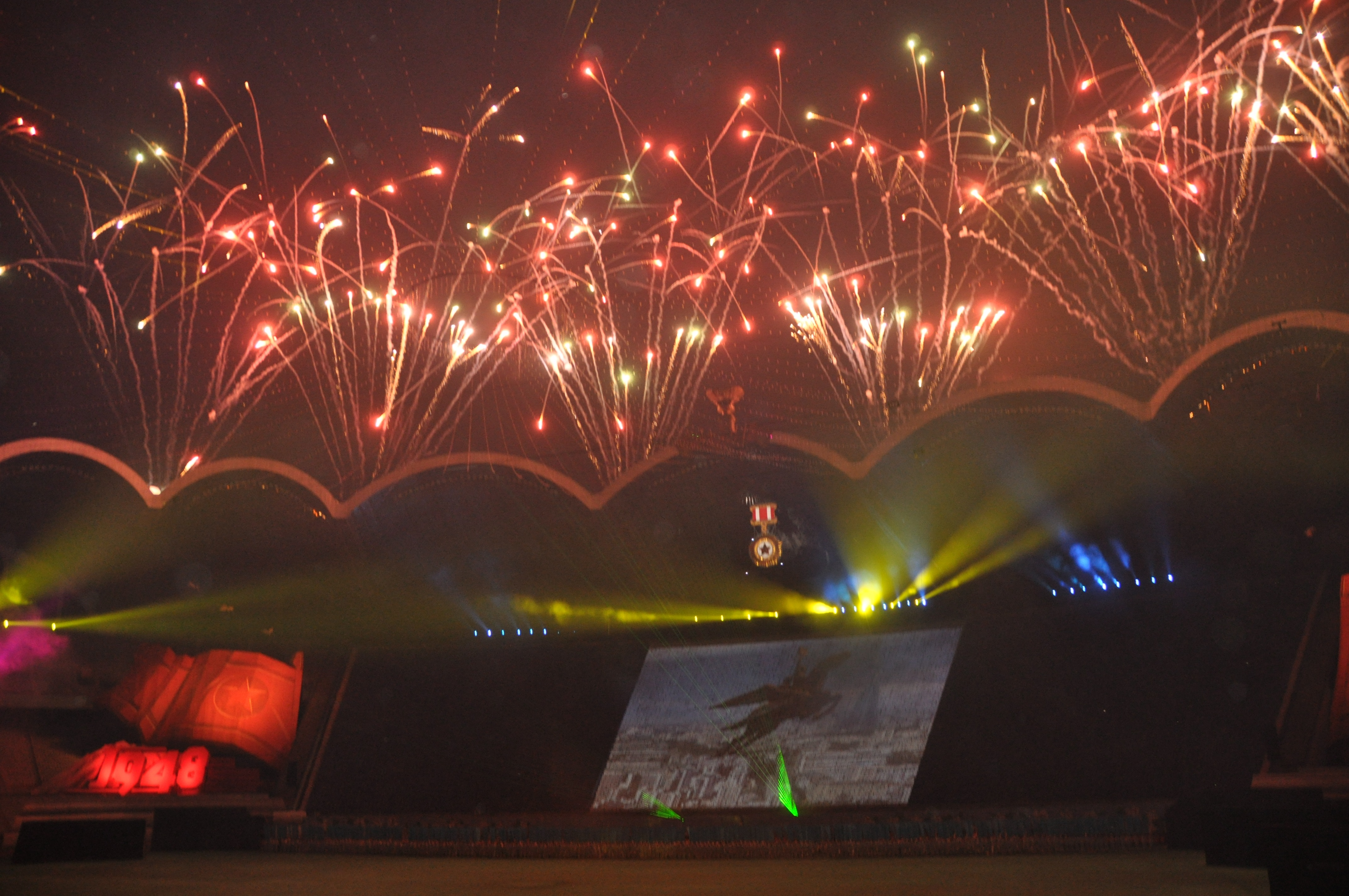
Фестиваль в 2013
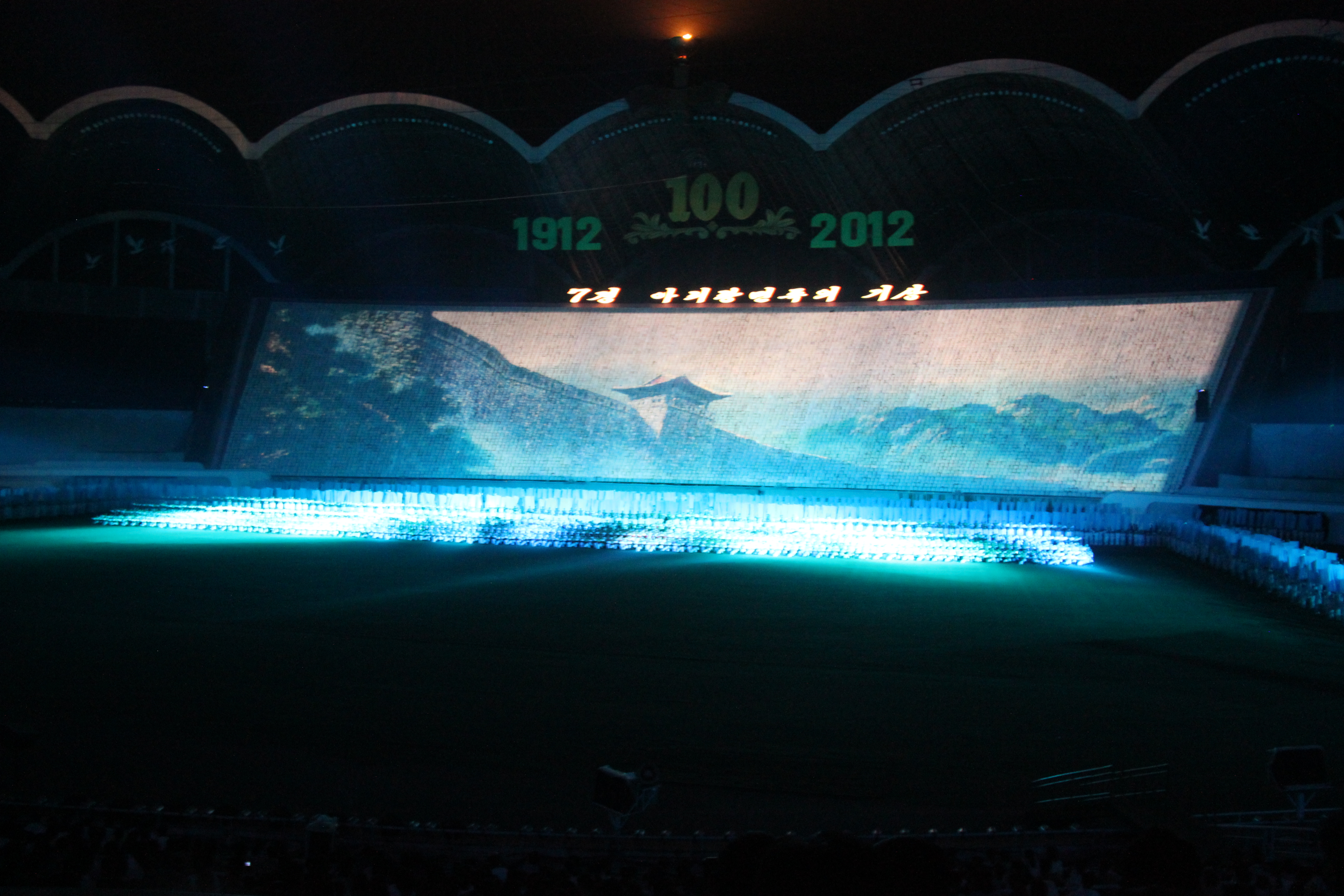
Фестиваль в 2012
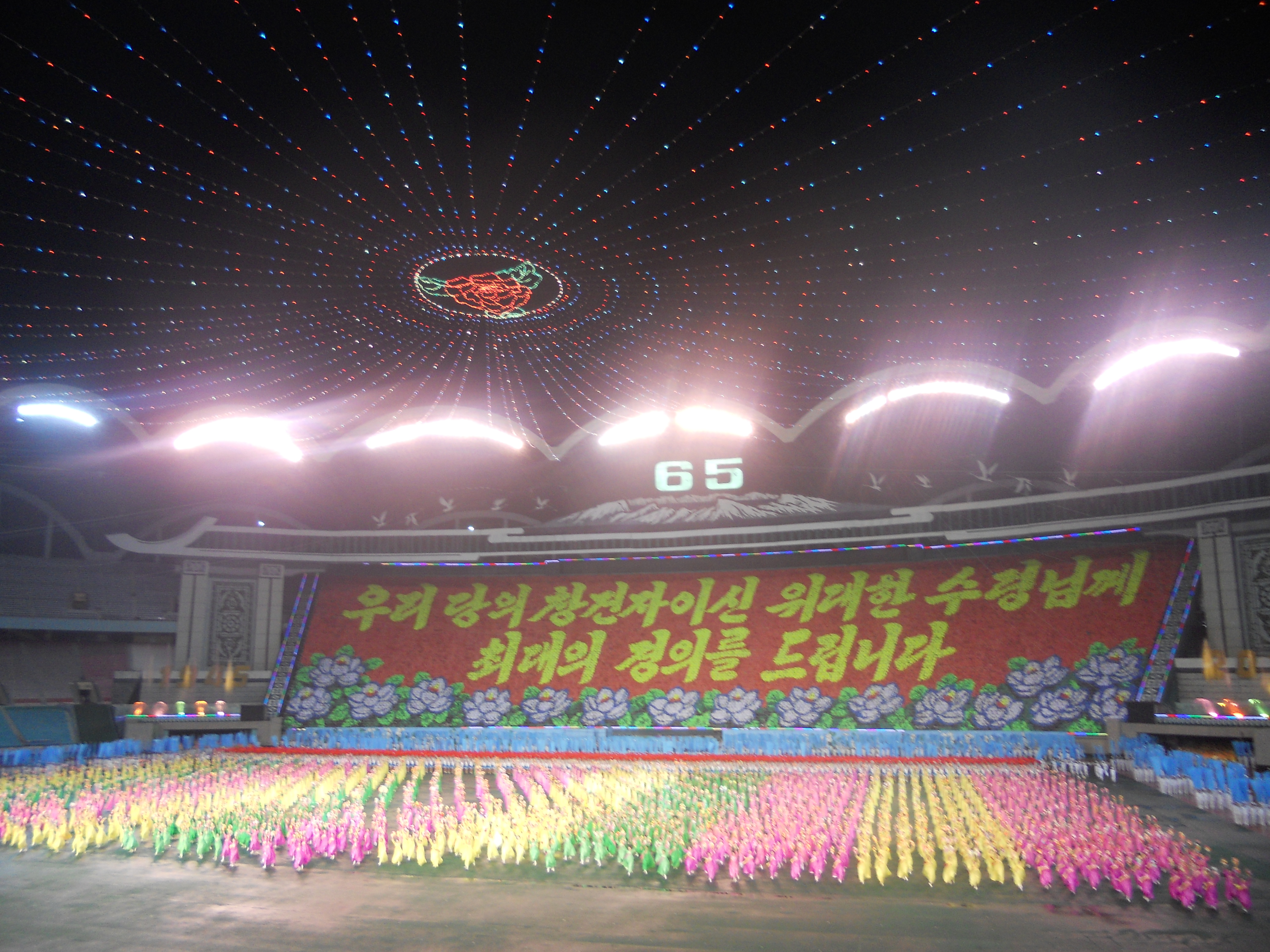
Фестиваль в 2010
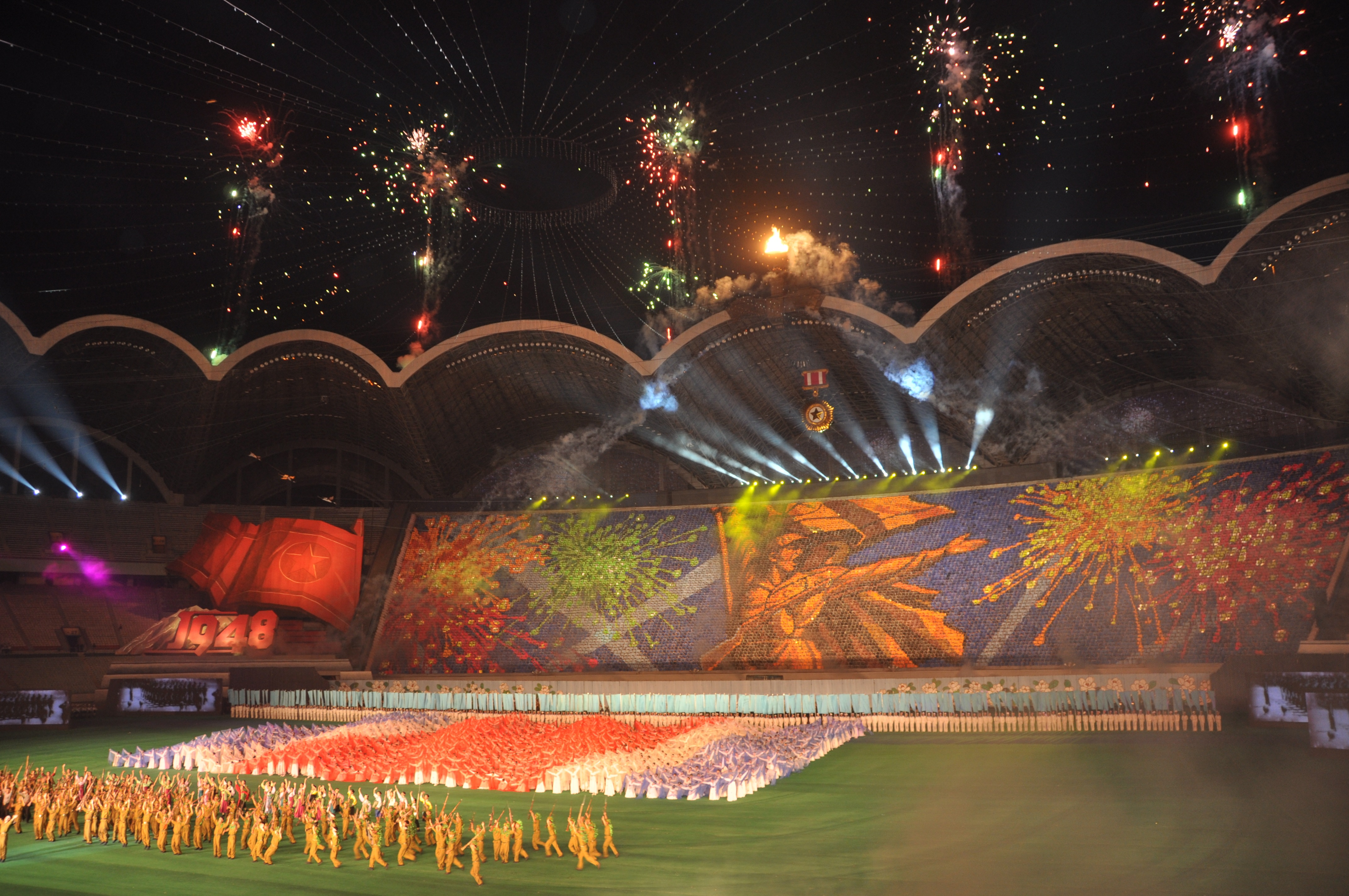
Фестиваль в 2013
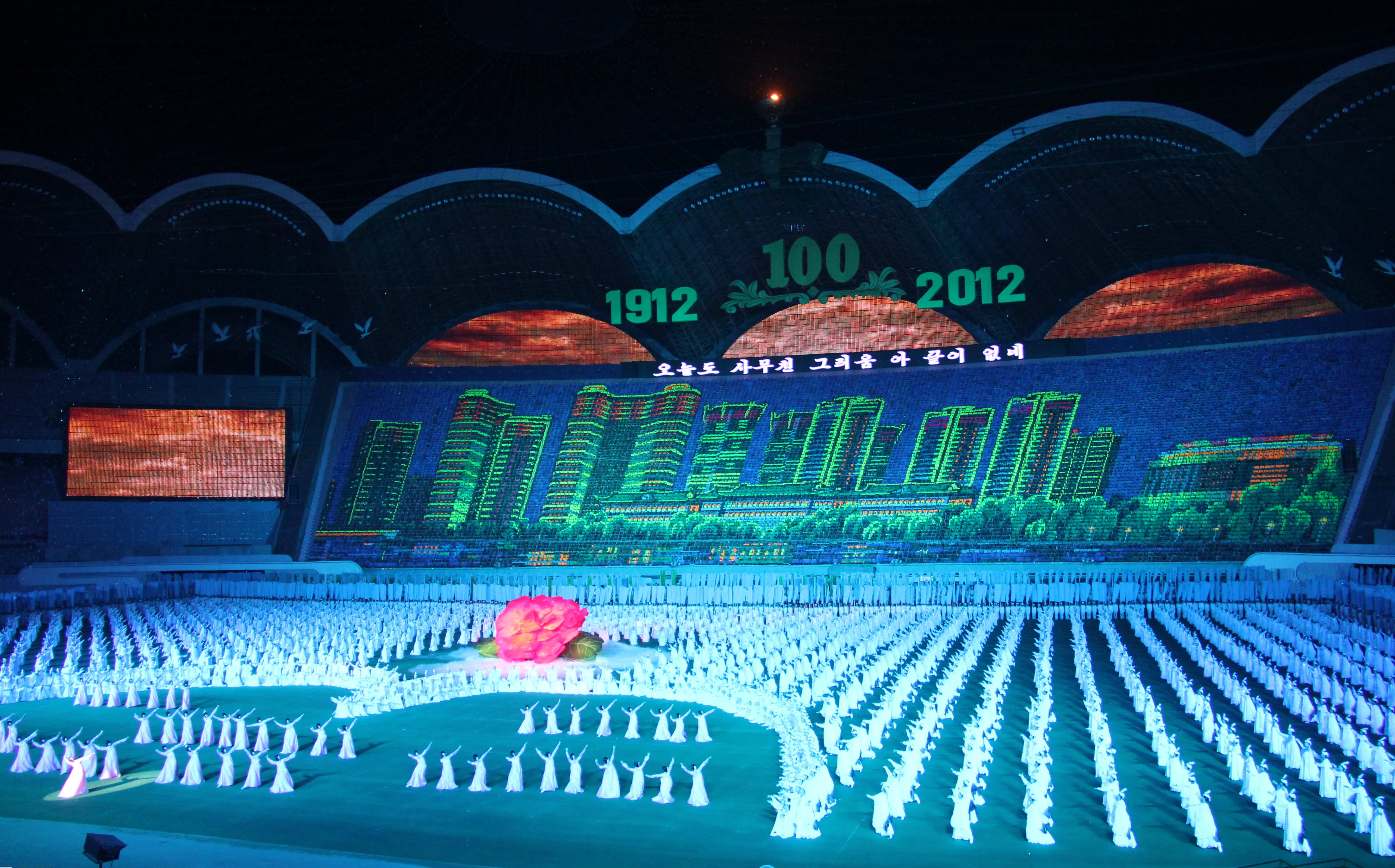
Фестиваль в 2012
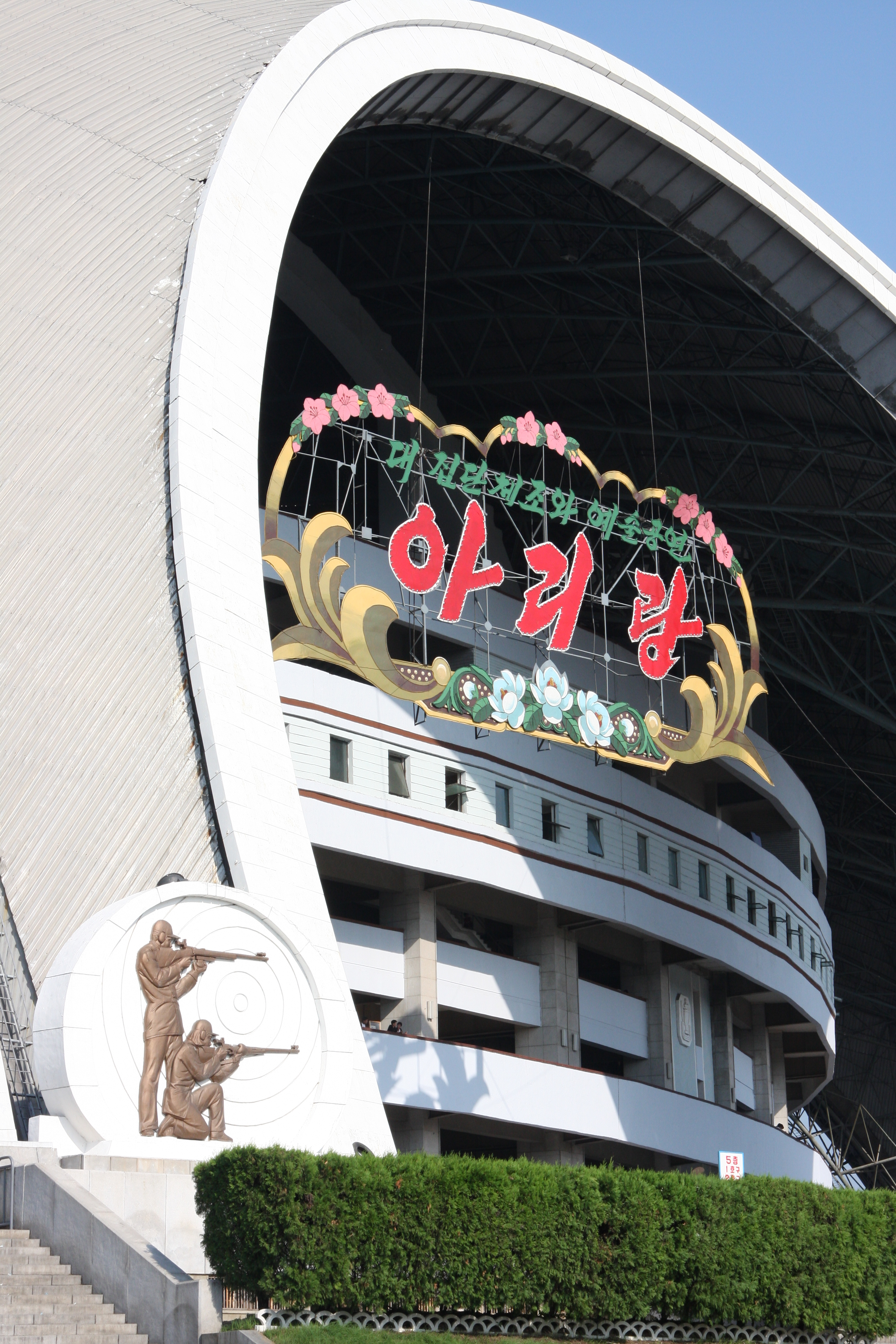
Декоративная световая вывеска на стадионе 1 Мая
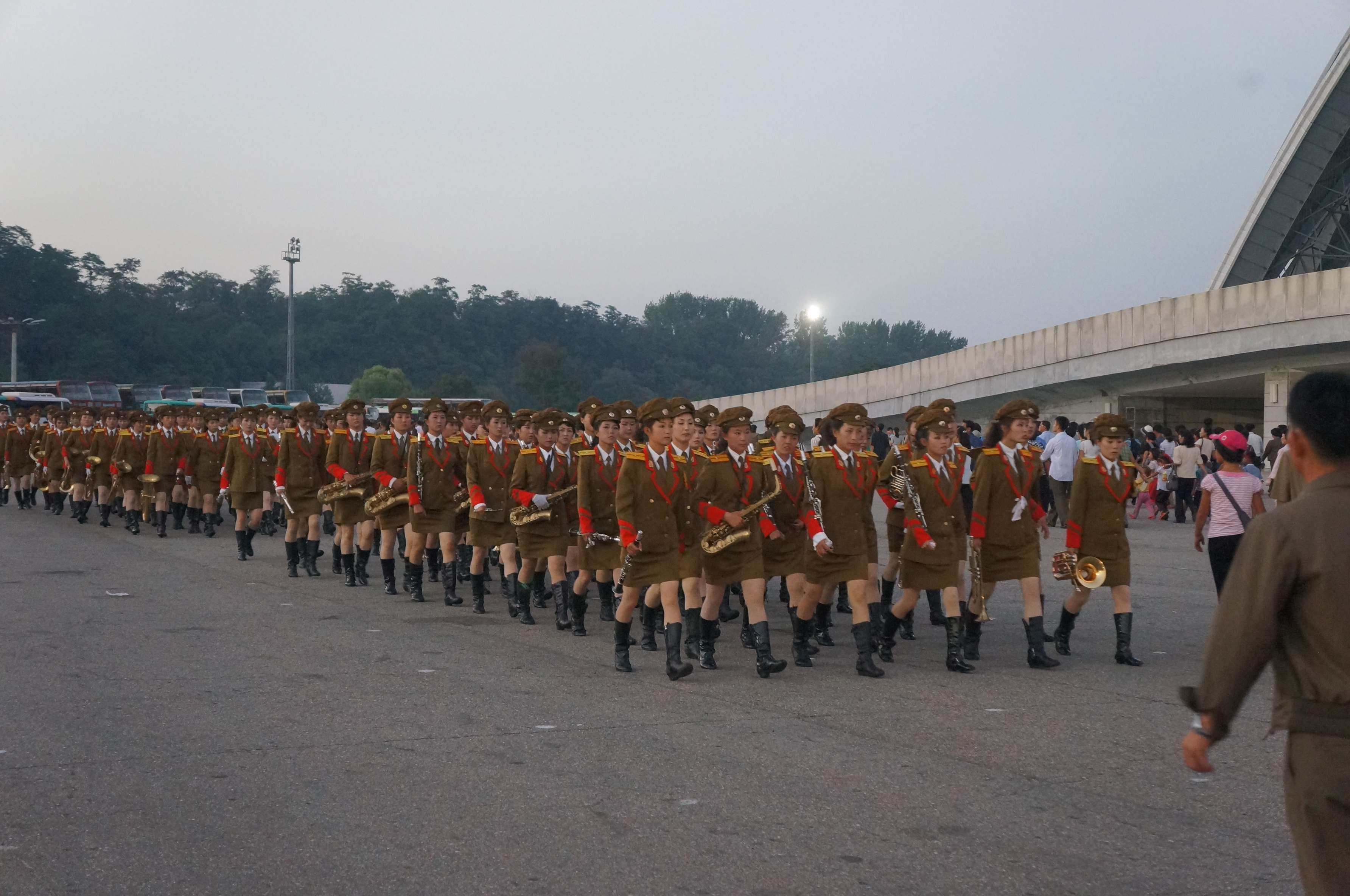
Оркестр направляется на стадион
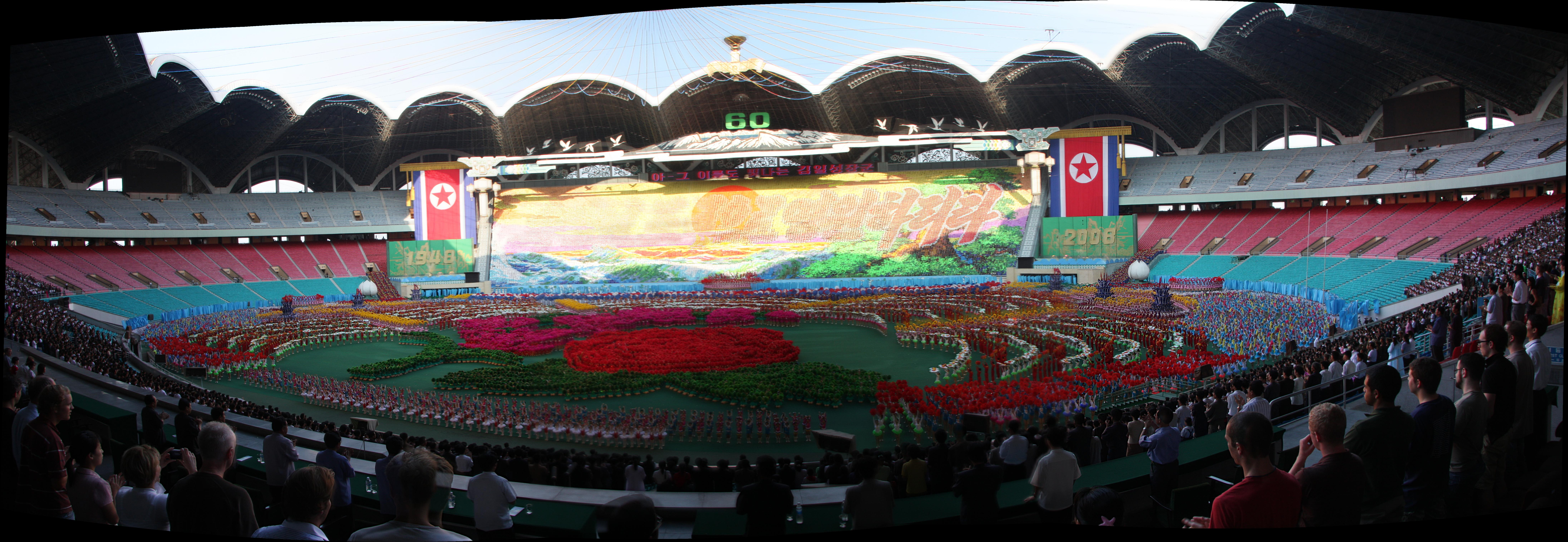
Фестиваль в 2008 году
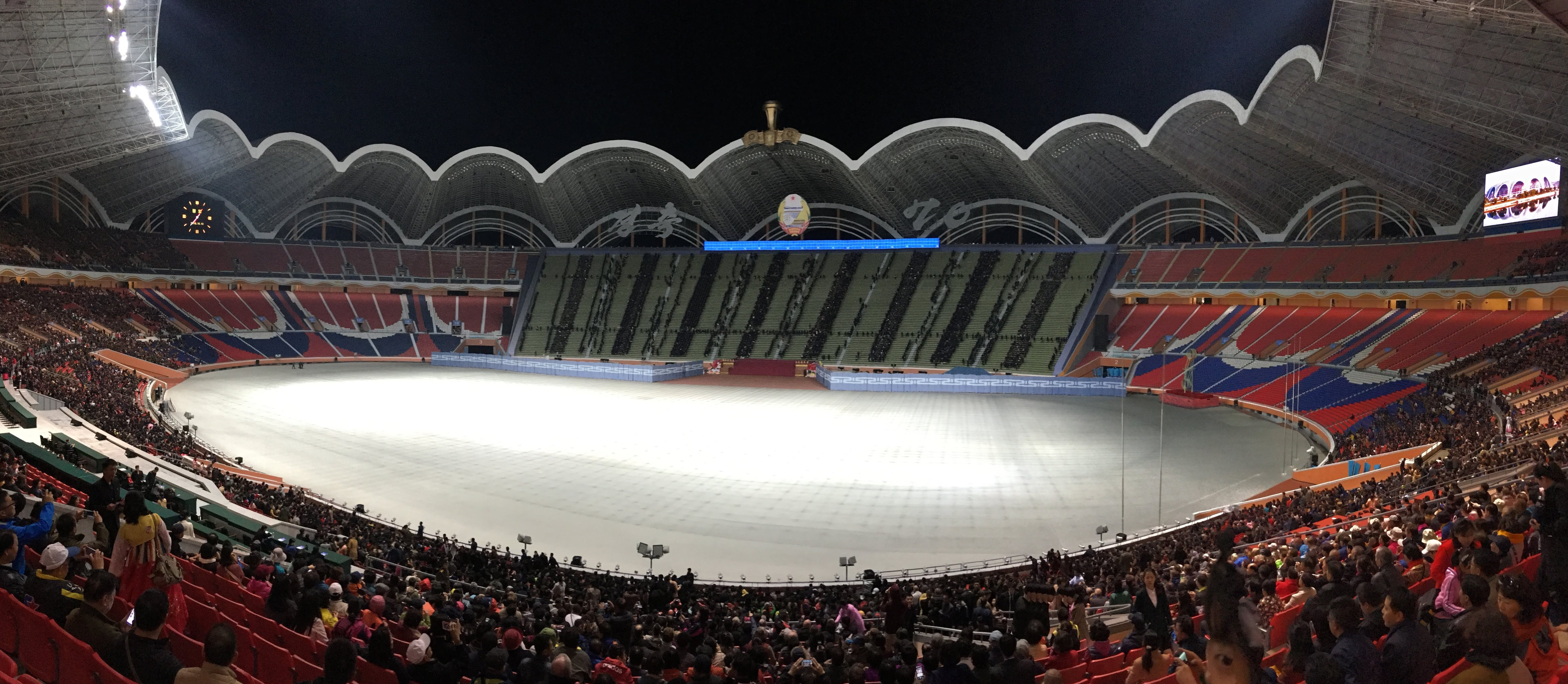
Фестиваль «Славная Родина», 2018 год. Подготовка к началу мероприятия — фоновая группа занимает свои места на трибунах